# Hochmoor

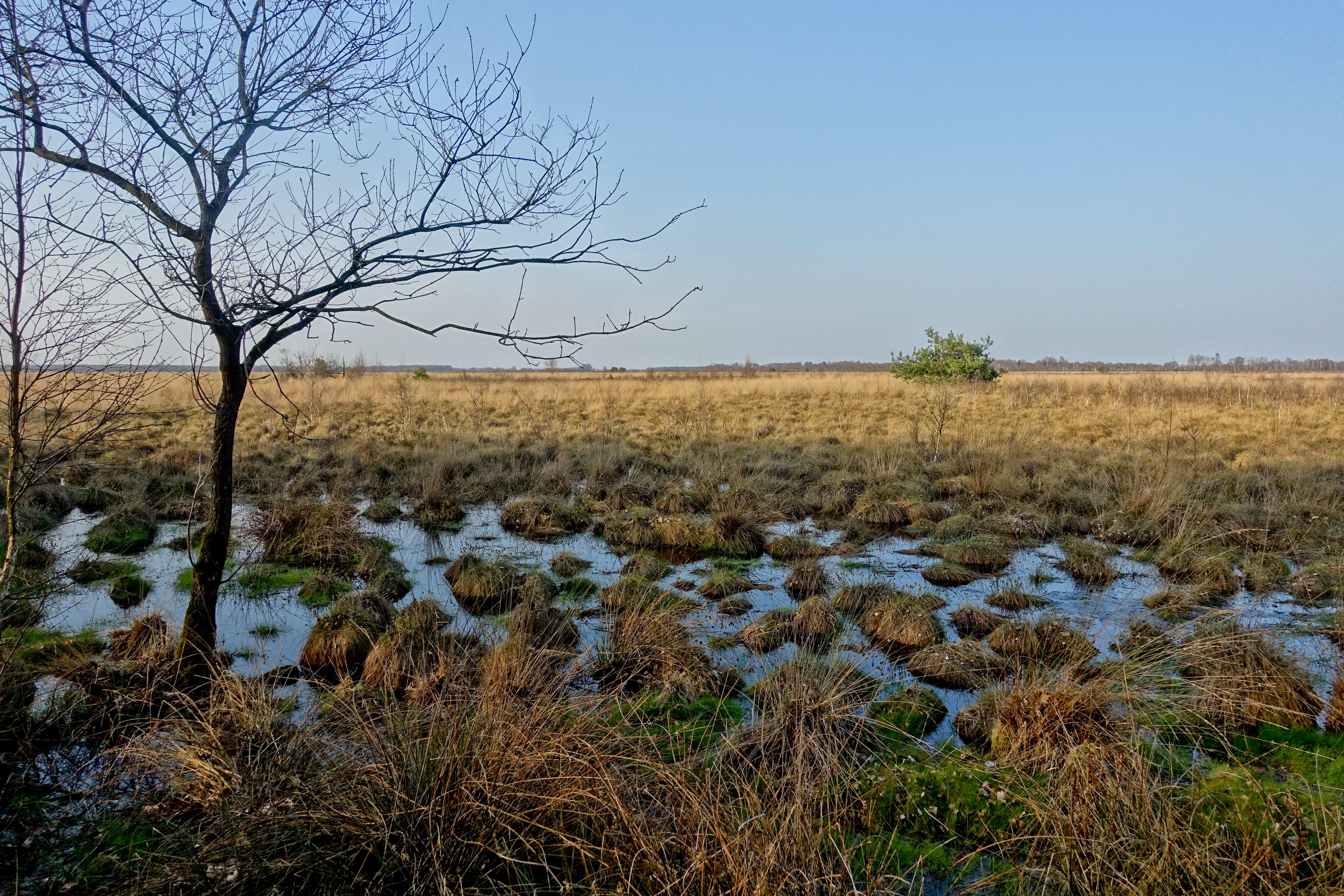
Naturschutzgebiet „Oppenweher Moor“, Hochmoorweite eines der größten Moore an der Grenze Niedersachsens und Nordrhein-Westfalens

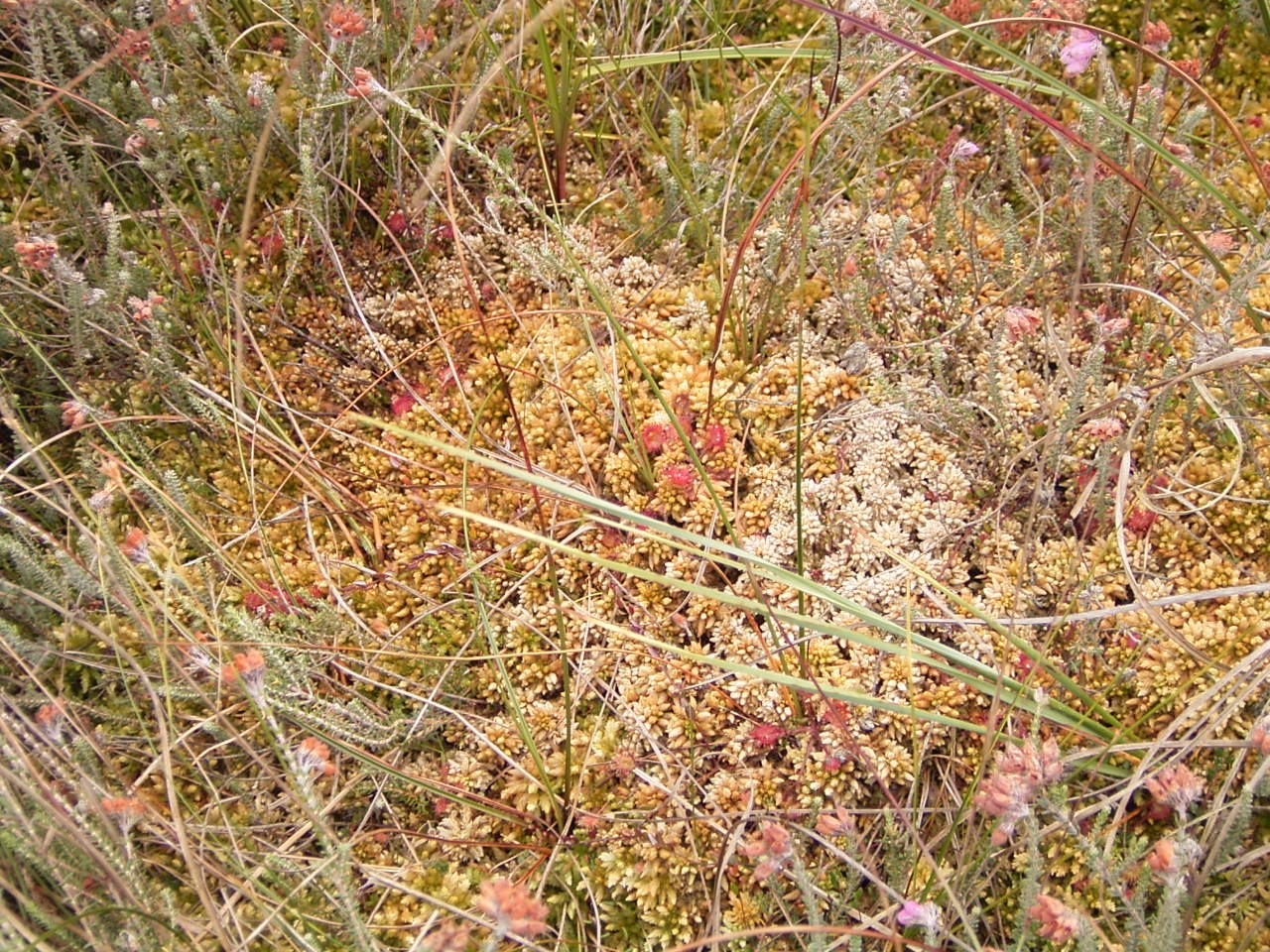
Torfmoos-Schwingrasen auf verlandetem Hochmoorkolk

Hochmoore – weiter gefasst auch Regenmoore, Regenwassermoore oder ombrotrophe Moore (griech. ómbros = Regen) genannt (in Oberbayern auch Filze) – sind mineralsalzarme, saure und nasse Moore, die vorwiegend aus Torf aufgebaut sind, ausschließlich durch Niederschlagswasser gespeist werden und sich mehr oder weniger über dem mineralischen Boden („uhrglasartig“) aufwölben. Sie sind Lebensraum für eine an diese extremen Bedingungen angepasste Flora und Fauna. Allerdings werden auch abgetorfte – und damit abgeflachte –, degenerierte, ehemalige Hochmoore mit einer niedermoorähnlichen Artenzusammensetzung häufig weiterhin Hochmoor genannt.

## Begriff
Der Begriff Hochmoor leitet sich von den klassischen uhrglasförmig aufgewölbten Mooren Nordwestdeutschlands ab. Aufgrund der Torfbildung wachsen sie mit der Zeit (rund 1 mm pro Jahr) in die Höhe. Sie gleichen gewissermaßen mit Wasser vollgesogenen Torfmoosschwämmen, die mehr oder weniger erhaben in der Landschaft liegen. Der etwas weiter gefasste Begriff Regenmoor, der von Michael Succow geprägt wurde, soll als Oberbegriff dienen und die eigentlichen Hochmoore von jenen flachen oder kaum gewölbten Torfmooren abgrenzen, bei denen im Gegensatz zu den grund- oder oberflächenwasserbeeinflussten und damit mineralsalzreichen Niedermooren das Wasser ebenfalls nur aus mineralsalzrarmen Niederschlägen stammt (ombrotroph). Der Begriff Regenmoor findet jedoch weniger Verwendung; meistens werden auch solche Moore als Hochmoor bezeichnet. Diese Bezeichnung wird in den meisten Veröffentlichungen synonym für alle Regenmoore verwendet. Im englischen und internationalen Sprachraum findet man für ombrotrophe Moore die Bezeichnung bog.

## Entstehung und Aufbau

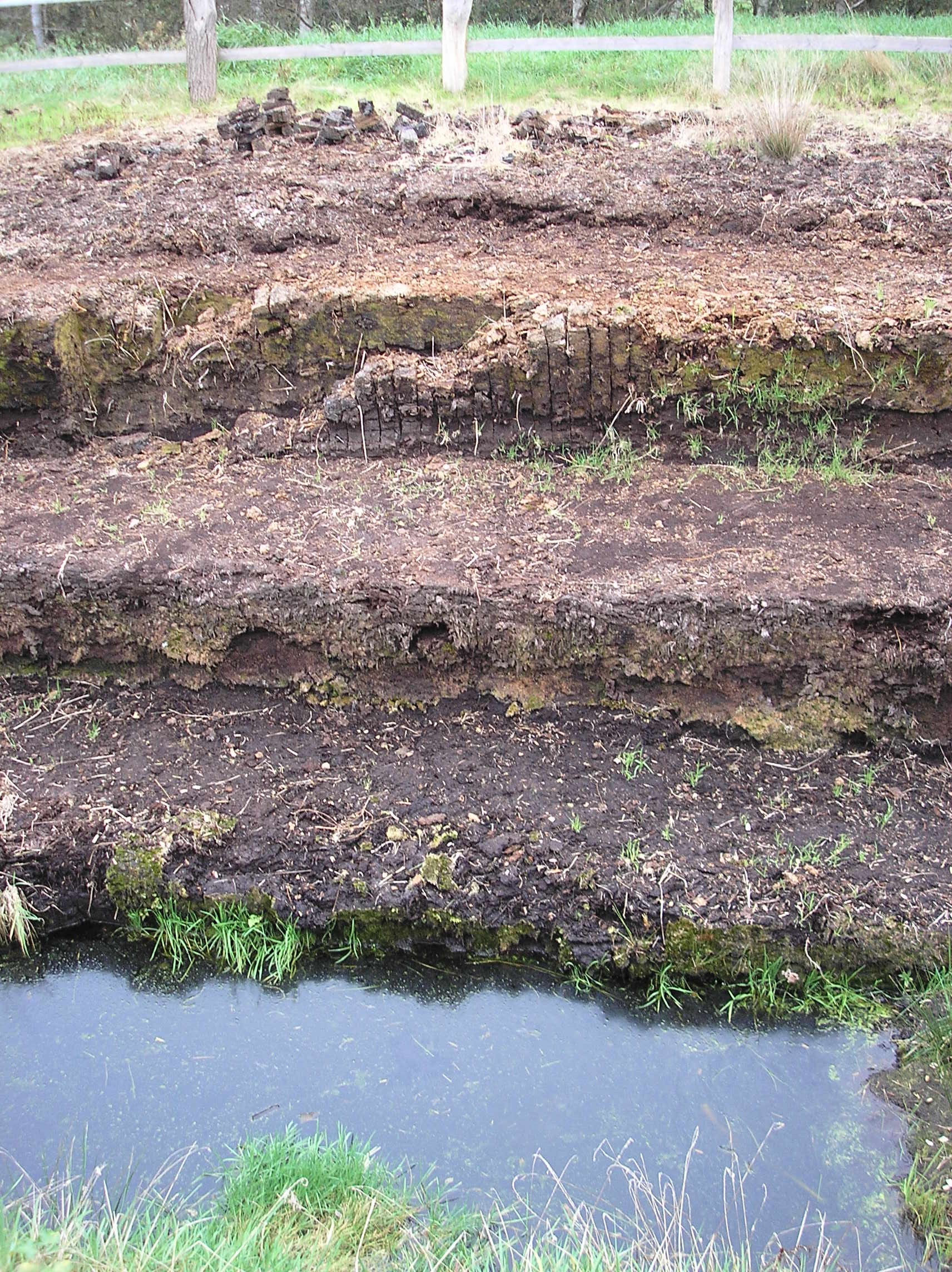
Schichtung eines Hochmoores: Pflanzenreste, Weißtorf und Schwarztorf (von oben nach unten)

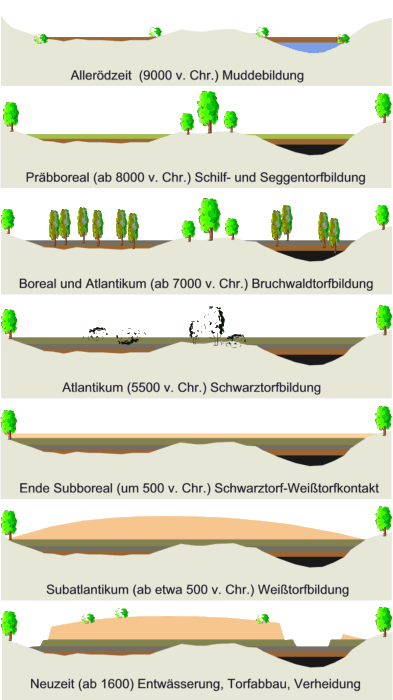
Wachstum eines „klassischen“ Hochmoores in Nordwestdeutschland

Hochmoore werden im Gegensatz zu Niedermooren überwiegend aus Niederschlägen (Ombrotrophie) und durch aus der Luft eingetragene Mineralsalze versorgt und stellen damit einen speziellen hydrologischen, ökologischen und entwicklungsgeschichtlichen Moortyp dar, bei dessen Jahrhunderte bis Jahrtausende währendem Wachstum (auf der Nordhalbkugel) Torfmoose (Sphagnum) als Torfbildner eine entscheidende Rolle spielen. Meist sind die Hochmoore aus Niedermooren entstanden, indem sie durch andauernde Torfbildung aus dem Grundwasserniveau herausgewachsen sind. Ein lebendes Hochmoor benötigt zum Wachstum immer einen Wasserüberschuss, entweder in maritimen und/oder humiden Klimaten – wo gleichmäßig verteilte, hohe Niederschlagsmengen den Wasserverlust durch Abfluss und Verdunstung übersteigen – oder in kontinentalen und borealen Regionen, wo trotz geringerer jährlicher Niederschläge ein Überschuss entsteht, weil im Winter große Mengen als Schnee gespeichert werden, im Frühling rasch freigesetzt werden und die kühlen Temperaturen die Verdunstung gering halten. Zudem benötigen „echte“ Hochmoore passende edaphische Verhältnisse, das heißt, einen wasserstauenden, nährstoffarmen Untergrund, der durch seine Säure und geringe mikrobielle Aktivität die Torfbildung begünstigt.
Die (maritimen) Hochmoore in Europa entwickeln sich seit etwa 11.000 Jahren (Beginn des Holozän) nach dem Rückzug der letzten Eisschilde. Hinsichtlich ihrer Entstehung unterscheidet man Verlandungshochmoore und wurzelechte Hochmoore. Erstere sind sekundär aus der Verlandung von Seen oder aus verlandenden Altarmen von Fließgewässern hervorgegangen (siehe Abbildung rechts in der Sequenz). Es entwickelten sich zunächst Niedermoore unter Einfluss des Grundwassers (Mineralbodenwasser). Sauerstoffmangel und hoher Säuregrad (= niedriger PH-Wert) im ständig feuchten Substrat hemmen die Zersetzung von abgestorbenen Pflanzenteilen – vor allem von Seggen – und führen zur Torfbildung. So wächst das Hochmoor sehr langsam über das Niveau des Grundwasserspiegels, daher der Name Hochmoor. Nachdem der entstehende Torf langsam aus dem Einfluss des Mineralbodenwassers herauswuchs, schlug das Wachstum in eine Hochmoorbildung um, das heißt, diese Moore wurden von nun an nur noch vom mineralsalzarmen Regenwasser gespeist. Dies führt zu einem Rückgang der Gräser und einer starken Zunahme von Torfmoosen. Wurzelechte Hochmoore – auch Versumpfungsmoore genannt – entstanden dagegen direkt auf dem mineralischen Untergrund mineralsalzarmer Gebiete ohne vorherige Niedermoorbildung (siehe Abbildung links in der Sequenz) entweder als primäre Moorbildung durch Versumpfung vormals trockener Mineralböden, zum Beispiel infolge von Rodungen, Klimawandel, verminderter Versickerung, oder sekundär durch das Hinauswachsen eines Hochmoores auf den benachbarten Mineralboden. Die Bildung eines typischen Hochmoores ist ein sehr langsamer Prozess, der sogar bei günstigem, ungestörtem Ablauf Jahrhunderte bis Jahrtausende dauert. Weiterhin gibt es eine Reihe sogenannter Übergangs- und Zwischenmoore, die in unterschiedlichen Anteilen Merkmale von Hoch- und Niedermoore in sich vereinen (siehe Definition Moor).
Haupttorfbildner sind (auf der Nordhalbkugel) die wurzellosen Torfmoose, die nur langsam in die Höhe wachsen, während gleichzeitig der untere Teil unter Luftabschluss vertorft. Je nach geographischer Lage sind vorwiegend verschiedene Arten der Torfmoose am Aufbau der Hochmoore beteiligt. Viele Hochmoore auf der Südhalbkugel werden hingegen von Sauergräsern geprägt. Die Zuwachsrate an Torfsubstanz beträgt nur etwa einen Millimeter pro Jahr.

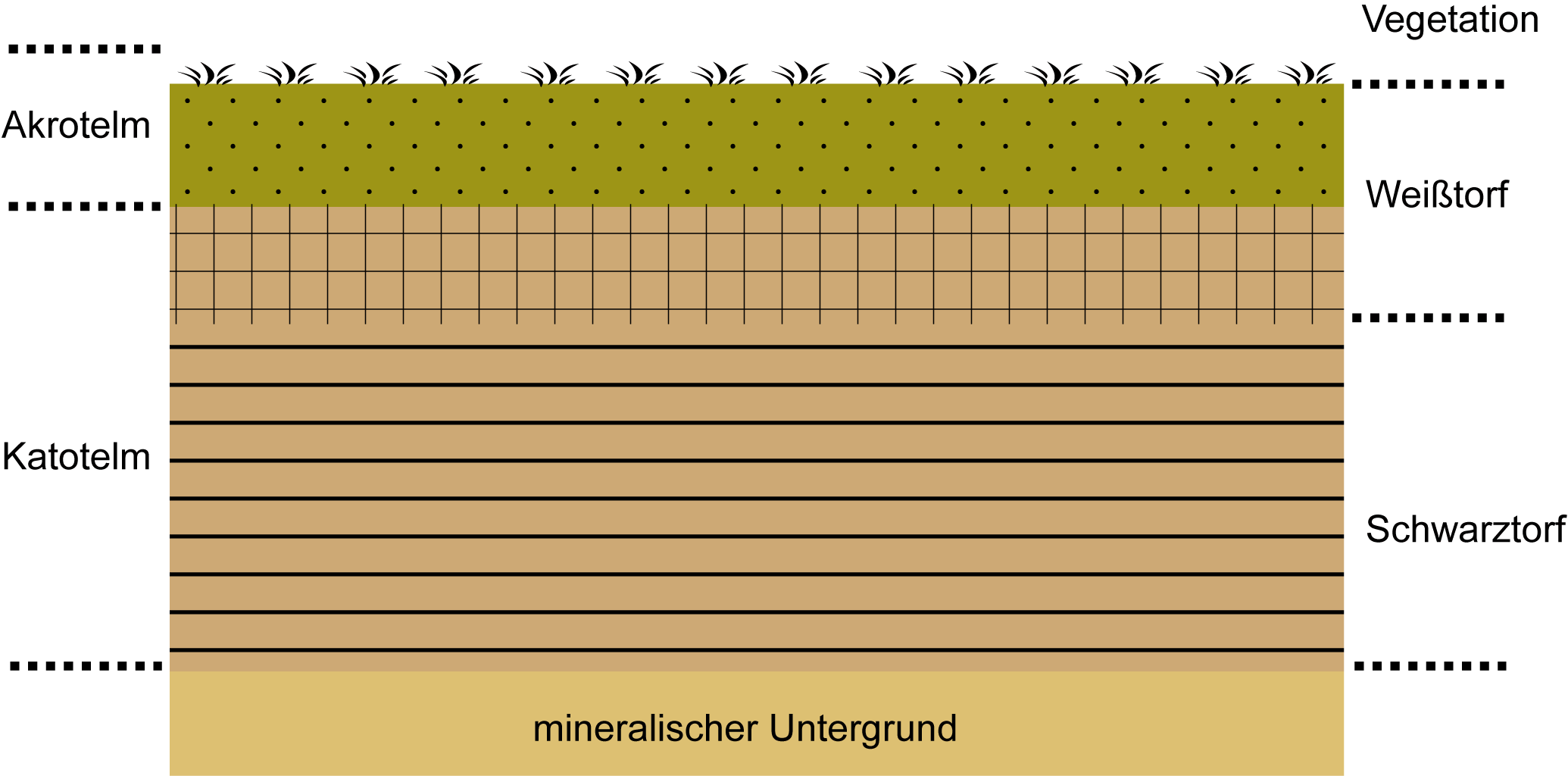
Aufbau eines wachsenden Moores

Wachsende Moore können in zwei Schichten unterteilt werden. Das „Akrotelm“ (griech.: akros = höchst; telma = Sumpf) ist der obere Bereich und umfasst die Vegetationsschicht und den Moorboden. Dort entstehen durch Wachstum und Absterben von Pflanzenteilen die frischen organischen Substanzen (Torfbildungshorizont). Das „Katotelm“ (griech.: kato = unten) ist der darunter liegende wassergesättigte Bereich mit geringerer biologischer Aktivität. Diese Schicht wird aufgrund der geringen noch ablaufenden bodenbildenden Prozesse zum geologischen Untergrund gezählt und als Torferhaltungshorizont bezeichnet. In Regenmooren wird die oberste Torfschicht Weißtorf genannt, da sie aus weitgehend unzersetzten hellbraunen Torfmoosen besteht. Bei der unteren Torfschicht handelt es sich um Schwarztorf, der schon gut humifiziert ist und eine schwarz-braune Färbung mit noch erkennbaren Pflanzenresten aufweist.

## Verbreitung

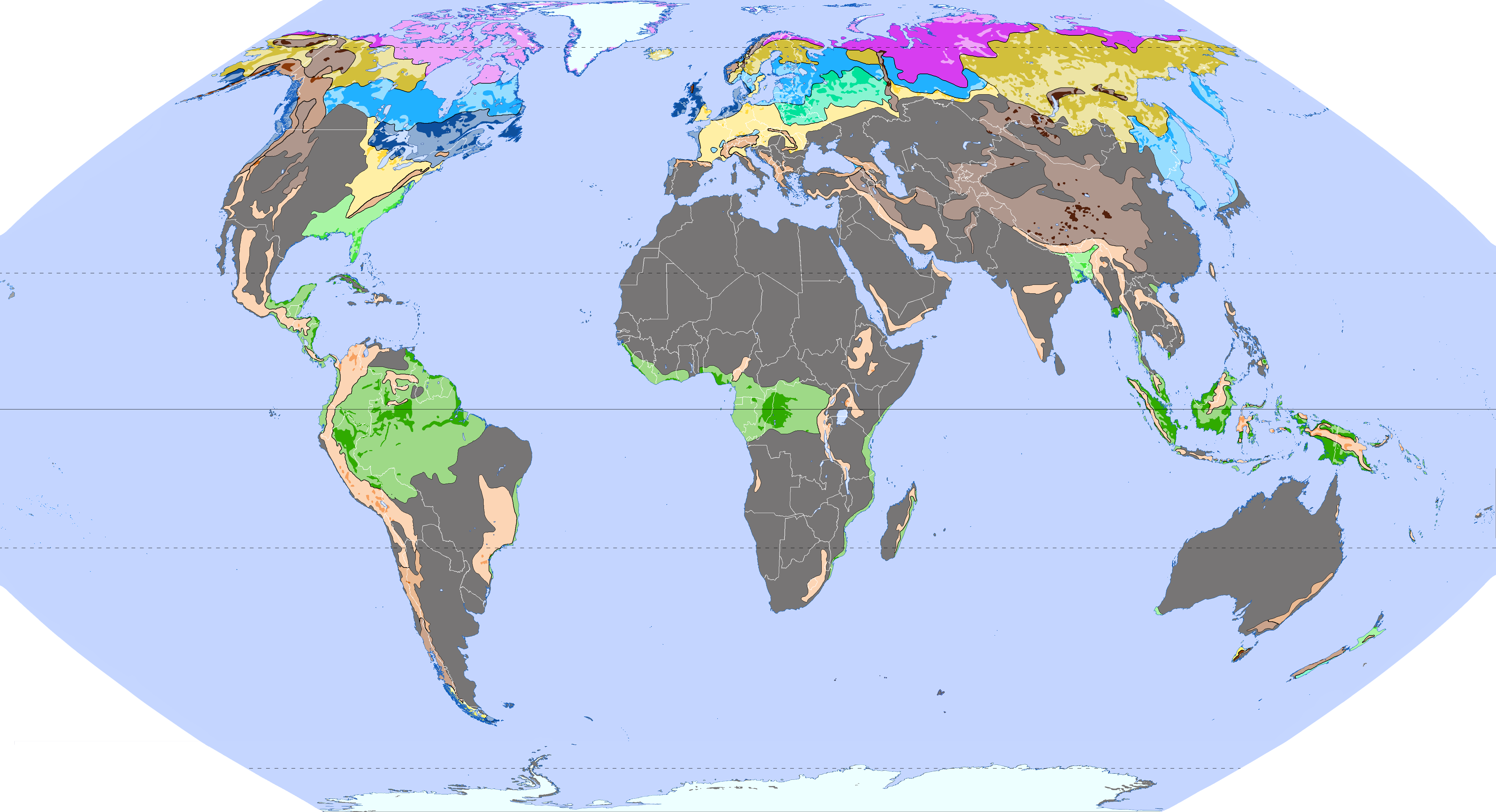
Verbreitung von Mooren auf der Erde; Hochmoore = blaue Farbtöne (Legende siehe Moor#Verbreitung)

Hochmoore kommen vor allem auf der Nordhalbkugel in kühlgemäßigt-ozeanischen Klimaten sowie in der südlichen bis mittleren kaltgemäßigten Zone ohne Permafrost vor: Demnach von Westeuropa bis nach Westsibirien, im küstennahen Raum des fernen Ostens sowie von der Südhälfte Kanadas bis in den Nordosten der USA. In der südlichen Hemisphäre gibt es vergleichbare Hochmoore in kleinen Gebieten Patagoniens, Süd-Australiens und Neuseelands. Alle Moore sind durch Torfabbau und Mineralsalzeinträge aus der Umgebung (Landwirtschaft, Industrie) stark gefährdet. Der Bestand intakter, nicht abgetorfter Hochmoore ist stark zurückgegangen.
Die größten Hochmoorflächen der Erde befinden sich im Wassjuganje-Moorsystem im Westsibirischen Tiefebene und in der südlich der Hudson Bay liegenden Tiefebene. Die größten Regenmoore Europas liegen in Russland, gefolgt von den Britischen Inseln und Süd-Fennoskandinavien.
Hochmoorwachstum begünstigende Bedingungen führen je nach Ökoregion zu typischen Regionalformen, die weiter untergliedert werden können. Die Großregionen (ohne Gebirgshochmoore, die in allen Gebirgen der Erde zerstreut vorkommen. Ziffern nach dem Global Peatland Hotspot Atlas):
Nordamerika
- XII Pazifische Hochmoore an der Westküste von Washington bis Südwest-Alaska einschließlich der Aleuten-Inseln
- IV Sphagnum- und Fichtenhochmoore von der Südhälfte Albertas in einem breiten Band quer durch die borealen Nadelwälder bis zur James Bay und weiter durch die gesamte Mitte der Halbinsel Labrador
- V Atlantische Hochmoore im südlich anschließenden Waldgebiet des Nordostens von den Großen Seen bis New York

Europa
- V Atlantische Hochmoore an fast allen Westküstenregionen Europas von Nord-Portugal bis Mittel-Norwegen, einschließlich ganz Irlands, dem Großteil Großbritanniens, der gesamten Nordseeküste einschließlich der Niederlande, Niedersachsens, Schleswig-Holsteins und ganz Dänemarks sowie schmalen Streifen an den Westküsten Schwedens und Norwegens
- IV Typische Hochmoore von Südschweden (außer der Ostküste) fast im gesamten Ostseeraum über Polens Küste, durch das gesamte Baltikum, den Norden von Belarus, den Süden Finnlands ostwärts durch die größten Teile Nordwestrusslands (ohne den hohen Norden) bis an den Ural. Zudem isoliert nördlich und westlich der Alpen
- VI Kontinentale Nieder- und Hochmoore in südlich anschließenden Waldgebiet von West-Polen und der Nord-Ukraine durch Russland bis an den Ural

Asien
- IV Typische Hochmoore in einem unregelmäßigen Streifen, der vom Ural ostwärts durch die gesamte Mitte des Westsibirischen Tieflandes verläuft sowie getrennt davon im fernen Osten in einem Gebiet von Korea über die östliche Mandschurei und den Westen und Norden Japans sowie Sachalin bis zur gesamten Halbinsel Kamtschatka.

Südamerika
- XXVI Südpatagonische Hartpolster-Niedermoore und Sphagnum-Hochmoore im südlichsten Fünftel Chiles
- XXI Hoch- und Deckenmoore von Feuerland

Ozeanien
- VII Tiefland-Restionaceae-Hochmoor, Niedermoor und Sumpf von Neuseeland
- IX Tasmanisches Button-Gras-Decken-Hochmoor und Hartpolster-Niedermoor

Auf der Südhalbkugel sind mineralsalzarme Moore selten aus Torfmoosen aufgebaut. Einzig auf den feuerländischen Inseln existieren „echte“ Torfmooshochmoore.

### Hochmoorgebiete der Nordhalbkugel

#### Asien
Das westsibirische Moorgebiet umfasst allein 700.000 km². Die großen darin vorkommenden Hochmoore (IV Typische Hochmoore) erreichen im Zentrum Aufwölbungen bis zu 10 m. Sie gehören überwiegend zum Typ der Kermimoore. Sie werden auch als Strang- und Blankenmoore bezeichnet. Sie stellen die wohl bedeutendste Ausbildungsform der Hochmoore auf der Erde dar. Allein das Wassjugan-Moor in dieser Region, das größte Moorsystem der Erde, bedeckt mehr als 50.000 km². Die Torflager werden auf über 14 Milliarden Tonnen geschätzt.

#### Nordamerika
In der gesamten südlichen borealen Zone vom Atlantik bis an die Rocky Mountains breitet sich ein Moorgebiet aus, das in der Ausdehnung mit dem Westsibiriens vergleichbar ist. Auf die Zone der Palsa- und Aapamoore („string fens“) schließt sich südwärts eine Zone der aufgewölbten borealen Hochmoore an. In Richtung des Ozeanitätsgefälles von Ost nach West sind östlich der Hudson Bay Deckenmoore verbreitet. Diese werden nach Westen von Plateauhochmooren im Gebiet der Großen Seen und schließlich nach Norden von Kermimooren abgelöst.

#### Europa

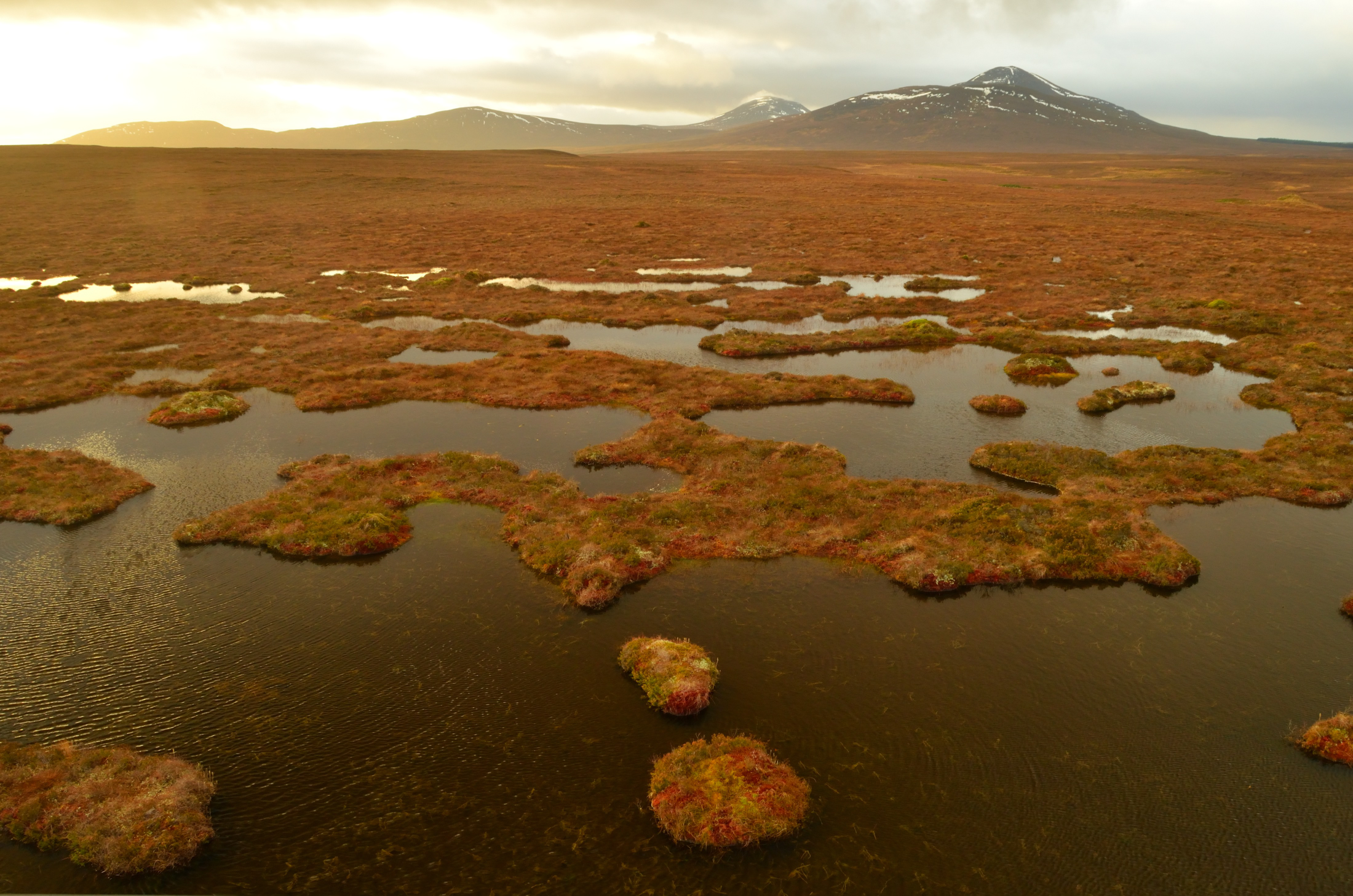
Flow Country in Schottland: Größtes zusammenhängendes Regenmoor Europas

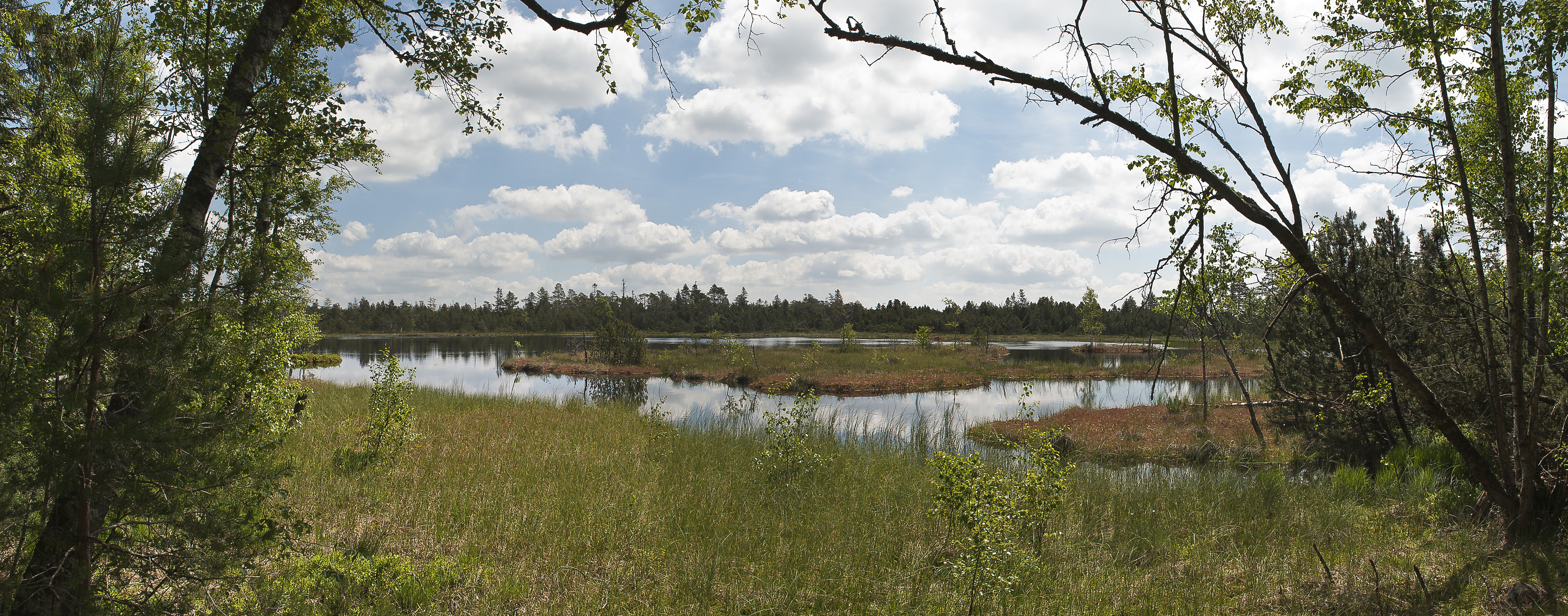
Hochmoorkolk Wildsee bei Kaltenbronn, Schwarzwald

Das mit Abstand größte weitestgehend intakte zusammenhängende Regenmoor Europas ist das rund 440.000 ha umfassende Flow Country-Deckenmoor im Norden Schottlands. Auch in Irland finden sich ausgedehnte Moorlandschaften: Das Bog of Allen, beispielsweise, umfasst etwa 70.000 ha. Allerdings sind viele irische Moore historisch entwässert worden, sodass der Erhaltungszustand in Teilen variieren kann.
Die größten Flächen kontinentaler Hochmoore mit einem sehr großen Anteil intakter Flächen liegen zweifellos in Nordwestrussland, wie ein Blick auf eine aktuelle Landnutzungskarte zeigt. Diese Moore bedecken insgesamt noch eine viel größere Fläche als in anderen Regionen Europas, allerdings befinden sie sich in abgelegenen Wildnisregionen mit der dort typischen Vielfalt von Moor- und anderen Ökosystemen in einem kaum messbaren Landschaftsmosaik. Das größte abgrenzbare Moor dieses Typs ist Store Mosse in Südschweden, von dem immerhin fast 3.000 ha naturbelassen sind.
Die größten mitteleuropäischen Hochmoorgebiete sind der südliche Nordseeküstenraum (V Atlantische Hochmoore) und das Alpenvorland (IV Typische Hochmoore). Wie in Nordamerika ergibt sich eine Abfolge der Hochmoortypen entlang dem Ozeanitätsgefälle hier von Nordwesten nach Südosten. Durch die Torfnutzung sind die Hochmoore bis auf wenige Reste (weniger als 10 % der ursprünglichen Fläche) abgebaut und kultiviert. Die größten und weitgehend erhaltenen Moorflächen Mitteleuropas liegen in der Diepholzer Moorniederung (15 Hochmoore von insgesamt 24.000 ha) und (isoliert) im belgischen Hohen Venn (15 Teilflächen von insgesamt 4.000 ha). Das größte zusammenhängende Hochmoor war das Bourtanger Moor, das mit dem niederländischen Anteil vor der Trockenlegung eine Fläche von zirka 230.000 ha einnahm. Weitere große atlantische Hochmoore sind das Teufelsmoor nordöstlich von Bremen, sowie das Vehnemoor und die Esterweger Dose (ehemals etwa 8.000 ha) zwischen Oldenburg und Papenburg – die jedoch alle bis auf kleine Reste abgetorft und trockengelegt sind. Ein noch teilweise erhaltenes Hochmoor der norddeutschen Ebene ist das 521 ha große Dosenmoor in Schleswig-Holstein.
Die zum kontinentalen Typ gehörenden Gebirgshochmoore in den Mittelgebirgen Harz, Solling, Thüringer Wald (Großer Beerberg, Schneekopf – Teufelsbad, Fichtenkopf, Saukopf), Riesengebirge, Erzgebirge, Fichtelgebirge und Rhön (Schwarzes Moor, Rotes Moor) sind dagegen vergleichsweise sehr klein. Als besonders wertvoll werden die intakten Harzer Moore betrachtet, die rund 1.500 ha umfassen. Das Wurzacher Ried (Haidgauer Regenmoorschild) wird mit 1.700 ha als das größte und am besten erhaltene typische Hochmoor Mitteleuropas angesehen. Noch größer – jedoch nachträglich wiedervernässt – ist mit 3.750 ha ist das Kendlmühlfilzn#Kendlmühlfilzn, Rottauer Filz im Landkreis Traunstein. Ebenfalls im Hochmoorgebiet des Alpenvorlandes liegt das naturnahe, 800 ha große Ellbach- und Kirchseemoor. 750 ha groß und intakt ist auch das Moor des Wilder See-Hornisgrinde-Gebietes im Nord-Schwarzwald. Wiedervernässt, aber von großem Naturschutzwert ist das 414 ha große Hochmoor in der sächsischen Mothäuser Heide.
Die letzten baltischen Hochmoore werden derzeit abgetorft. Estland exportierte im Jahre 2003 3,6 Millionen m³ Torf für den westeuropäischen Gartenbaubereich, das sind mehr als 60 Prozent der Landesproduktion. In Litauen sind 60 Prozent der abbaufähigen Moorfläche für den Abbau aufbereitet oder werden bereits abgetorft.

## Hochmoorformen
Die Bildung von Hochmooren ist nur möglich, wenn die klimatischen und edaphischen Verhältnisse einen ausreichenden Wasserüberschuss im Oberboden gewährleisten. Weiterhin nimmt das Geländerelief Einfluss auf das Abflussgeschehen und damit auf die Gestalt eines Hochmoores. Daraus ergibt sich eine geographische Begrenzung der Hochmoorentstehung.

### Decken(hoch)moore

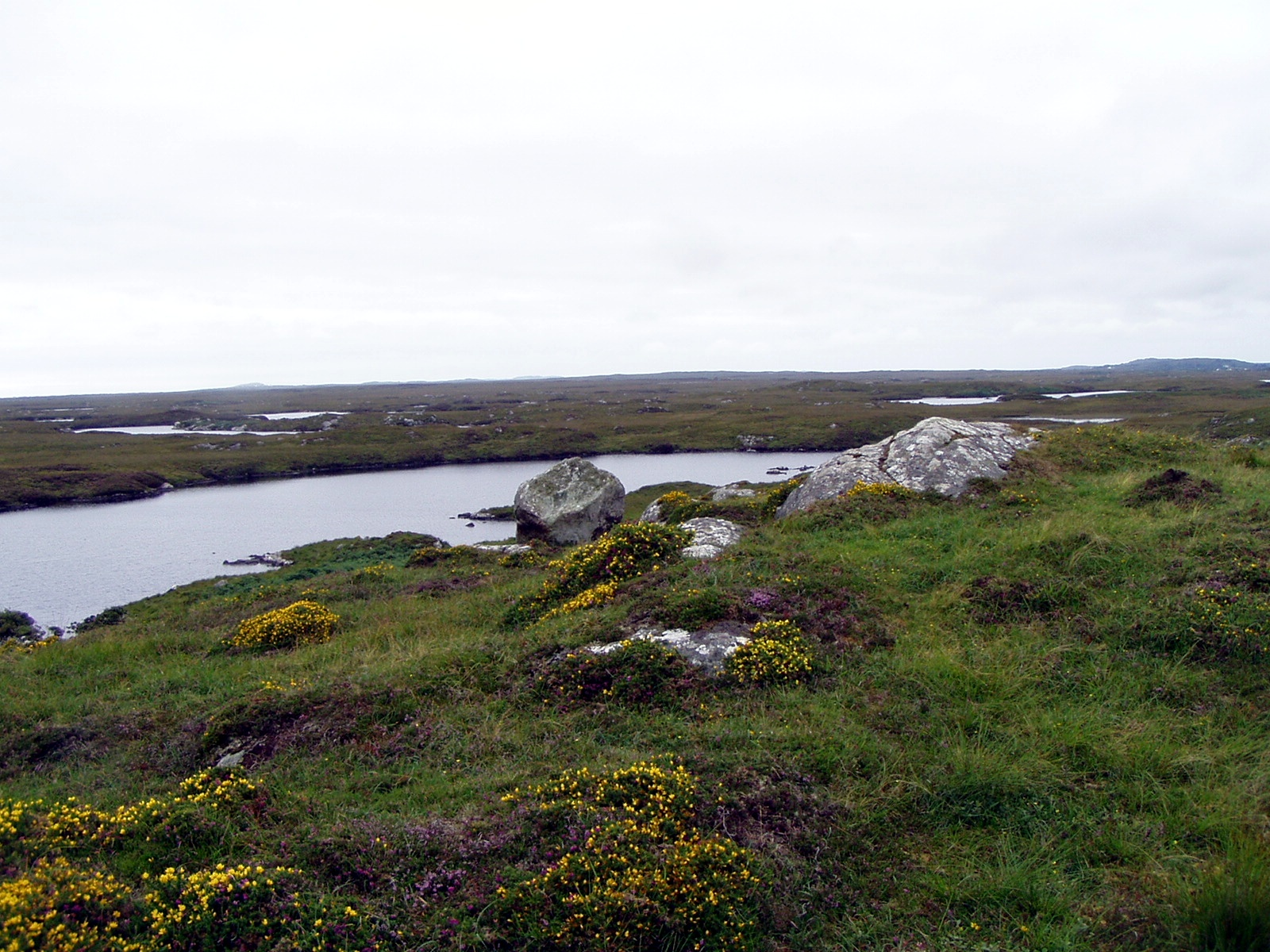
Deckenmoor in Connemara, Irland

In stark maritim geprägten Regionen bilden sich bei hohen, sehr regelmäßig verteilten Niederschlägen (an mehr als 235 Tagen im Jahr) sogenannte Deckenmoore (engl. „blanket bog“). Diese meist sehr geringmächtigen Torfdecken ohne deutliche Oberflächenstrukturen überziehen in Europa Hügel und Täler der Landschaften Irlands, Schottlands, Englands und Norwegens. In Nordamerika sind Deckenmoore in Kanada vorwiegend östlich der Hudson Bay verbreitet. Diese Moore stehen oft noch unter Einfluss des Mineralbodenwassers (Grundwasser). Deckenmoore kommen nördlich des 65. Breitengrads nicht vor.

### Planhochmoore
Aufgrund ihrer Nähe zum Meer werden Planhochmoore auch als Küstenhochmoore oder atlantische Hochmoore bezeichnet. Im Verbreitungsgebiet der Deckenmoore treten auch leicht gewölbte Planhochmoore mit schwach ausgeprägtem Oberflächenrelief in ebener Lage auf. Das Gebiet der Planhochmoore Europas erstreckt sich von Irland nach Osten über Südnorwegen nach Südwestschweden. In Nordamerika finden sich Planhochmoore im Bereich der Großen Seen (vor allem in Minnesota und Ontario). Planhochmoore werden ebenfalls ausschließlich vom Regen gespeist.

### (Echte) Hochmoore

Profilschnitt durch ein Plateauhochmoor in Nordwesteuropa

In den weniger ozeanisch geprägten Klimagebieten Nordwesteuropas (geringere Niederschläge) nehmen die Hochmoore die klassische uhrglasförmig aufgewölbte Gestalt an und werden als Hochmoore (auch Plateau-Hochmoore) (engl. „raised bog“) bezeichnet. Sie wachsen in der Mitte stärker als in den Randbereichen. Dadurch kommt es zu einer Aufwölbung im zentralen Teil, dem die Hochmoore ihren Namen verdanken. Diese Aufwölbung kann mehrere Meter betragen. Demzufolge sind die Randbereiche mehr oder weniger stark geneigt. Sie werden als Randgehänge bezeichnet. Die Randgehänge größerer Moore werden von Abflussbahnen (sogenannten Rüllen) durchzogen, über die das überschüssige Wasser abgeleitet wird.
Weitere charakteristische Strukturen dieser Hochmoore sind der ebene, baumfreie Hochmoorkern („Hochmoorweite“) mit einem charakteristischen Mikrorelief aus flachen nassen Vertiefungen (Schlenken), die sich mit trockeneren Torfmooskuppen (Bulten) abwechseln (Bult-Schlenken-Komplex, siehe Abbildung). Größere Wasseransammlungen inmitten der Hochmoore werden als Kolke oder Mooraugen (huminsäurereiche, Gewässer mit sehr dunkel gefärbtem Wasser) bezeichnet, die nassen Bereiche an den Außenrändern als Randlagg.
Echte ombrotrophe (maritime) Hochmoore des nordwestdeutschen Tieflandes zeigen im Aufbau eine meist markante Zweigliederung in Schwarztorf (stark zersetzt) und darüber liegenden Weißtorf (schwächer zersetzt). Dieser Wechsel ist eine Folge von Änderungen im Wasserhaushalt des jeweiligen Moores. Der Weißtorf ist unter feuchteren Bedingungen schneller gewachsen als der Schwarztorf. Diese Veränderung wird auf eine Klimaveränderung mit hohen Niederschlägen und geringer Verdunstung um etwa 1000 bis 500 v. Chr. zurückgeführt. Dadurch kam es örtlich zu unterschiedlichem Torfmooswachstum und der damit verbundenen Ausbildung der Schwarztorf-Weißtorfgrenzschicht, der aber nicht in allen Hochmooren zeitgleich entstand.

### Kermimoore

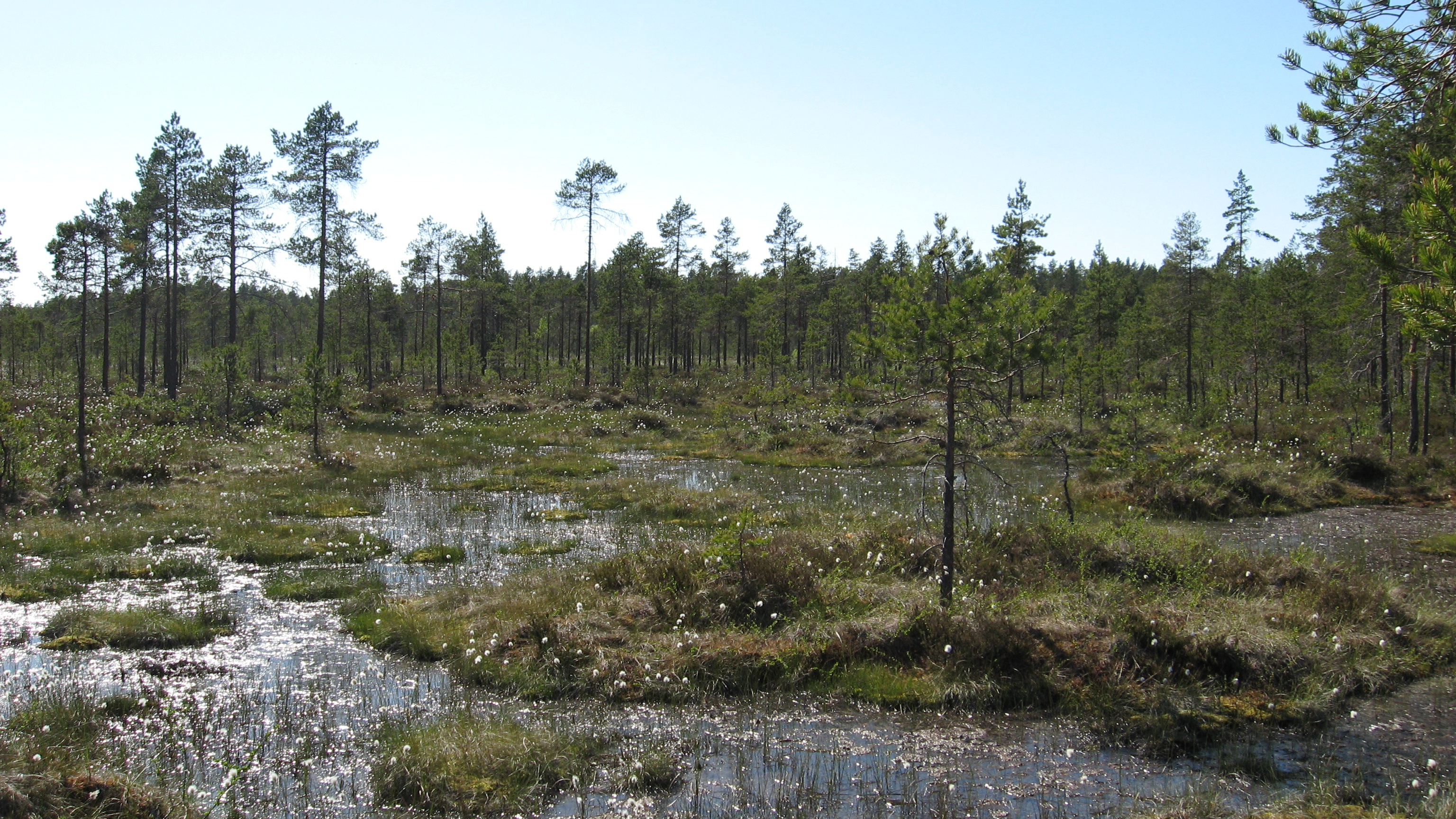
Kermimoor im Lauhanvuori-Nationalpark (Finnland)

Kermimoore (auch als Schildhochmoore bezeichnet) sind die typischen Hochmoore der milderen Bereiche der nordischen Schneewaldklimate – mit Ausnahme hochkontinentaler Regionen wie in Ostsibirien. Charakteristisch ist ihre schwach kuppelige Gestalt, wobei die Mooroberfläche von der breiten Laggzone bis zum Zentrum kontinuierlich ansteigt. Die Kermi bestehen aus länglichen, entlang der Höhenlinien angeordneten Torfmoosbulten; dabei werden die wannenartig ausgebildeten Schlenken (Flarke) oft kaum von Kolken unterschieden. (Hinweis: Der Begriff „Strangmoor“ wird für weiter nördlich liegende Aapamoore verwendet, die keine Hochmoore sind.)
Die Entstehung dieser Bult-Schlenken-Komplexe beginnt mit einem unregelmäßigen Wachstum der Moose und anderer Pflanzen, das ein mosaikartiges Mikrorelief hervorruft. Mit zunehmender Aufwölbung des Moorkörpers verstärkt sich die erodierende Wirkung des abfließenden Wassers, wodurch sich die Rinnen (Schlenken) vertiefen. Gleichzeitig führt die dichtere, weniger wasserdurchlässige Torfschicht unter den Bulte zu einem verstärkten Wasserabfluss. In schneereichen Gebieten kann nach der Schneeschmelze ein hoher Wasserabfluss dazu führen, dass sich Bulte und Schlenken allmählich verbinden, sodass entlang von Gefällen längliche Erhöhungen und rinnenartige Vertiefungen entstehen. Im zentralen Bereich dieser Moore sind immer größere Kolke ausgebildet. Im Nordwesten Russlands und in Westsibirien treten Kermimoore häufig in riesigen zusammengewachsenen Komplexen auf. Ferner finden sich Schildhochmoore in Finnland in der südlichen borealen Nadelwaldzone.
In Deutschland gilt das Schwarze Moor in der bayerischen Rhön als einziges Kermimoor. Es ist unter besonderen Bedingungen im Mittelalter entstanden.

### Gebirgshochmoore

Profilschnitt durch ein Gebirgshochmoor im Erzgebirge

In niederschlagsreichen Gebirgen treten überall auf der Erde im montanen Bereich – und seltener auch alpinen (also über der Baumgrenze) – ebenfalls Hochmoore auf, die aufgrund des Gefälles oft eine charakteristische asymmetrische oder nicht konzentrische Gestalt aufweisen. Gebirgshochmoore lassen sich topographisch einteilen in:
- Plateauhochmoore in ebenen Zonen
- Hanghochmoore – das sind Moore in Hanglage, die keine echten Durchströmungsmoore darstellen; die oberen Moorteile werden stärker durch Zulaufwasser gespeist und sind meist flach ausgebildet. Die unteren ausschließlich regenwasserernährten Moorteile können dagegen beachtliche Mächtigkeiten erreichen. Das untere Randgehänge ist oft ausgesprochen steil und meist fehlt die typische Vernässungszone des Laggs (s. o.). Kolke, flache Blänken und Rüllen sind ebenso wie bei den klassischen Hochmooren vorhanden.
- Sattelhochmoore – meist langgezogene Moore in Passlage, die auch gewissen Wassereintrag aus den Flankenhängen haben, selten; die Randbereiche ähneln dem Hangmoor, die Zentralbereiche dem Plateaumoor
- Gipfel- und Kammhochmoore – sehr selten

Alle diese Moorformen können aber auch Randzonen von Niedermooren darstellen, beziehungsweise in diese übergehen.

## Ökosystem

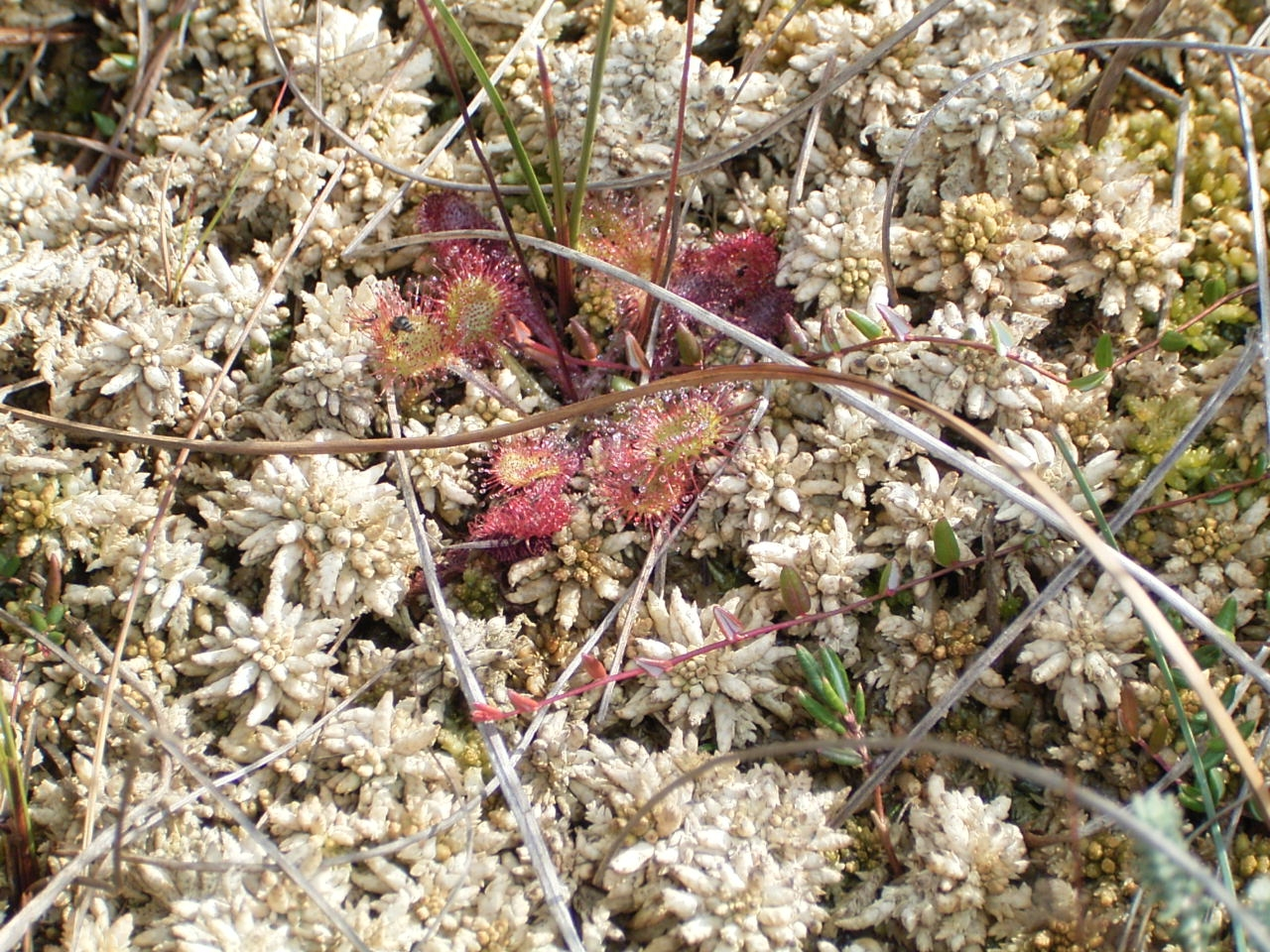
Bleichmoospolster mit Sonnentau, Moosbeere und Rosmarinheide

Hochmoore nehmen eine Sonderstellung in den Stoffkreisläufen der Natur ein. Ihre selbstregulierende Kraft unterscheidet sie von allen anderen Ökosystemen der Erde.
Sämtliche Moortypen sind Lebensräume mit positiver Stoffbilanz. Die Bildung organischer Substanz ist größer als ihre Zersetzung und damit ihr Aufbrauch. Dieser Zuwachs an organischer Masse und die Ablagerung in Form von Torf in typischen Hochmooren ist aber nur an Standorten mit Wasserüberschuss möglich. Bei ausreichender Wasserversorgung wächst das Moor fortwährend. Die Torflagen sind das Ergebnis der Assimilationstätigkeit ihrer ehemals auf der Oberfläche wachsenden Pflanzen. Somit beherbergen sie über jahrtausende gespeicherte Sonnenenergie. Moore sind damit riesige Stoffsenken für Kohlenstoff und Stickstoff. Die bedeutendste Pflanzengruppe in Hochmooren sind die Torf- oder Bleichmoose (Sphagnum), die den Moorkörper aufbauen. Torfmoose sorgen für das Höhenwachstum der Hochmoore. Innerhalb der jährlichen Vegetationsperiode wachsen die kleinen Pflänzchen zwischen ein und 30 Zentimeter in die Höhe. Das jährliche Höhenwachstum von einem halben bis zu einem Millimeter ergibt sich durch Vertorfung der absterbenden Pflanzenreste nach unten hin.

### Wasserhaushalt

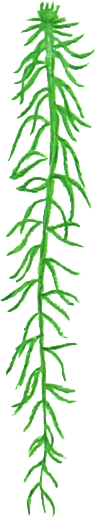
Habitus einer Torfmoospflanze

Eine wichtige Eigenschaft der Hochmoore ist ihre Speicher- und Aufnahmekapazität für Wasser. Indem Moore aufwachsen, akkumulieren sie Wasser. Der Volumenanteil des Wassers im Torfkörper kann bis zu 97 Prozent ausmachen. Bei stärkerer Wasserzufuhr können Moore ihr Volumen ausdehnen und das Wasser oberflächlich einstauen. Infolgedessen quillt und schrumpft der Torfkörper (Mooratmung, -oszillation). Aufgrund der anatomischen Besonderheiten der Torfmoose verfügen Hochmoore gewissermaßen über ein sich selbst regulierendes Wasserregime. Die straff aufrechte Wuchsform der einzelnen dicht nebeneinander gelagerten, wurzellosen Moospflanzen bedingen eine kapillare Leitfähigkeit und vermögen somit den Wasserstand anzuheben. Zusätzlich können die Blätter der Torfmoose in ihren großen Speicherzellen (Hyalinzellen) mehr als das 30-fache ihrer Trockenmasse an Wasser speichern. Die Polsterbildung vergrößert zudem das Gesamtporenvolumen. Durch die hohe Speicherfähigkeit für Wasser werden bei Starkregenfällen Abflussspitzen in die Umgebung vermieden. In niederschlagsarmen Perioden ist durch die Kapillarwirkung immer eine Zufuhr von Wasser aus den unteren Schichten des Moorkörpers gewährleistet. Bei oberflächlicher Abtrocknung füllen sich die Speicherzellen der Torfmoose mit Luft und werden dadurch bleich. Sonnenstrahlung wird reflektiert und dadurch die Verdunstung eingeschränkt.

### Stoffhaushalt
Hochmoore sind extrem mineralsalzarme (oligotrophe) Lebensräume. Sie zeichnen sich besonders durch Stickstoffmangel aus, ein wichtiges Nährelement für Pflanzen. Die permanente Wassersättigung (Sauerstoffmangel) bedingt eine unvollständige Zersetzung pflanzlicher Reste. Ein vollständiger Abbau (Mineralisation) kann nur in den oberen Schichten des Moores (Akrotelm, siehe oben) stattfinden, wo noch ausreichend Sauerstoff für die mikrobielle Aktivität vorhanden ist. Torfmoose haben die Fähigkeit, Mineralstoffe an sich zu binden und dafür Wasserstoffionen (H+, Protonen) abzugeben. Im Austausch nimmt das Torfmoos Mineralstoffe auf. So verbessert die Pflanze ihre Wachstumsbedingungen und schafft sich eine saure Umgebung, die sie selbst ertragen kann, in der aber konkurrierende Pflanzen keine Überlebenschance haben. Regenmoore verfügen über einen pH-Wert von 3 bis 4,8.

### Hochmoorklima
Das Eigenklima eines Hochmoores ist kontinentaler als das seiner Umgebung und zeichnet sich durch große, zum Teil extreme Temperaturunterschiede zwischen Tag und Nacht, aber durch geringere Unterschiede im Jahresgang aus.
Je feuchter ein Boden ist, umso mehr Wärme muss zugeführt werden, um eine bestimmte Temperatur zu erreichen. Die Wärmekapazität eines wassergesättigten Moorbodens ist damit hoch. Die Wärmeleitfähigkeit des Torfes ist dagegen gering. Der Moorkörper erwärmt sich deshalb im Jahresgang nur sehr langsam und kühlt sich aber auch im Spätherbst nur langsam wieder ab. In strengen Wintern kann das Hochmoor mehrere Meter tief durchfrieren. In diesem Fall bleibt der Moorkörper auch in der Tiefe bis in den Frühsommer hinein gefroren, da die einstrahlende Sonnenenergie kaum nach unten weitergeleitet wird. Im Juni liegt die Temperatur in 10 bis 20 Zentimeter Tiefe zwischen null und zehn °C. Die Folge ist ein späterer Beginn der Vegetationsperiode. Im Gegensatz dazu friert das Hochmoor zu Beginn des Winters wesentlich langsamer ein als die umgebenden Gewässer und bleibt in wärmeren Wintern manchmal schnee- und eisfrei. Da ein Hochmoor in diesen Jahreszeiten eine deutlich abweichende Temperatur als die darüberliegenden Luftmassen hat, sind Bodennebel hier häufig.
Bei Sonneneinstrahlung im Sommer erwärmt sich der dunkle Torf an der Oberfläche rasch. Durch die geringe Wärmeleitfähigkeit des Torfes, die kaum Wärme an darunterliegende Schichten ableitet, kann es im Hochsommer an der Oberfläche zu extremen Temperaturunterschieden zwischen Nachtfrösten bei klarem Nachthimmel und bis zu 70 °C Hitze an sonnigen Tagen kommen. Temperaturschwankungen zwischen 4 und 40 °C innerhalb von 12 Stunden in Oberflächennähe sind auch in mitteleuropäischen Hochmooren keine Seltenheit. Einzelne Messungen ergaben bis zu 77 °C in einem Gebirgshochmoor. Da die Oberfläche des Moores in der Regel nicht mit hochwüchsiger Vegetation bedeckt ist, kann die Wärmeenergie ungehindert abstrahlen, ohne dass wegen der isolierenden Eigenschaft des Torfes eine Wärmenachfuhr, wie es bei Mineralböden der Fall ist, aus der Tiefe möglich ist. Bei unbewölktem Nachthimmel und geringer Luftfeuchtigkeit kann es sogar noch im Sommer im Moor zu Nachtfrösten kommen.
Intakte Hochmoore speichern nicht nur enorme Mengen an Niederschlagswasser, sie prägen auch das Regionalklima entscheidend mit. Trocken-warme Luft wird durch die Verdunstungskälte abgekühlt und angefeuchtet, während warme, wassergesättigte Luft zum Abregnen gezwungen wird. Große ausgedehnte Moore begünstigen so ihr eigenes Wachstum. Nach der Durchschnittstemperatur sind Hochmoorregionen zu allen Jahreszeiten am kältesten. Noch heute haben Städte dieser Moorregionen trotz Küstennähe ein „nachtkaltes Klima“.

### Lebewelt
Die extreme Mineralsalzarmut, der niedrige pH-Wert und die permanente Wassersättigung der Hochmoorlebensräume bedingen eine hochspezialisierte einzigartige Flora und Fauna mit einer Vielzahl gefährdeter Arten.

#### Flora und Vegetation

Bunte Torfmoos-Gesellschaft mit Glockenheide (Erica tetralix)

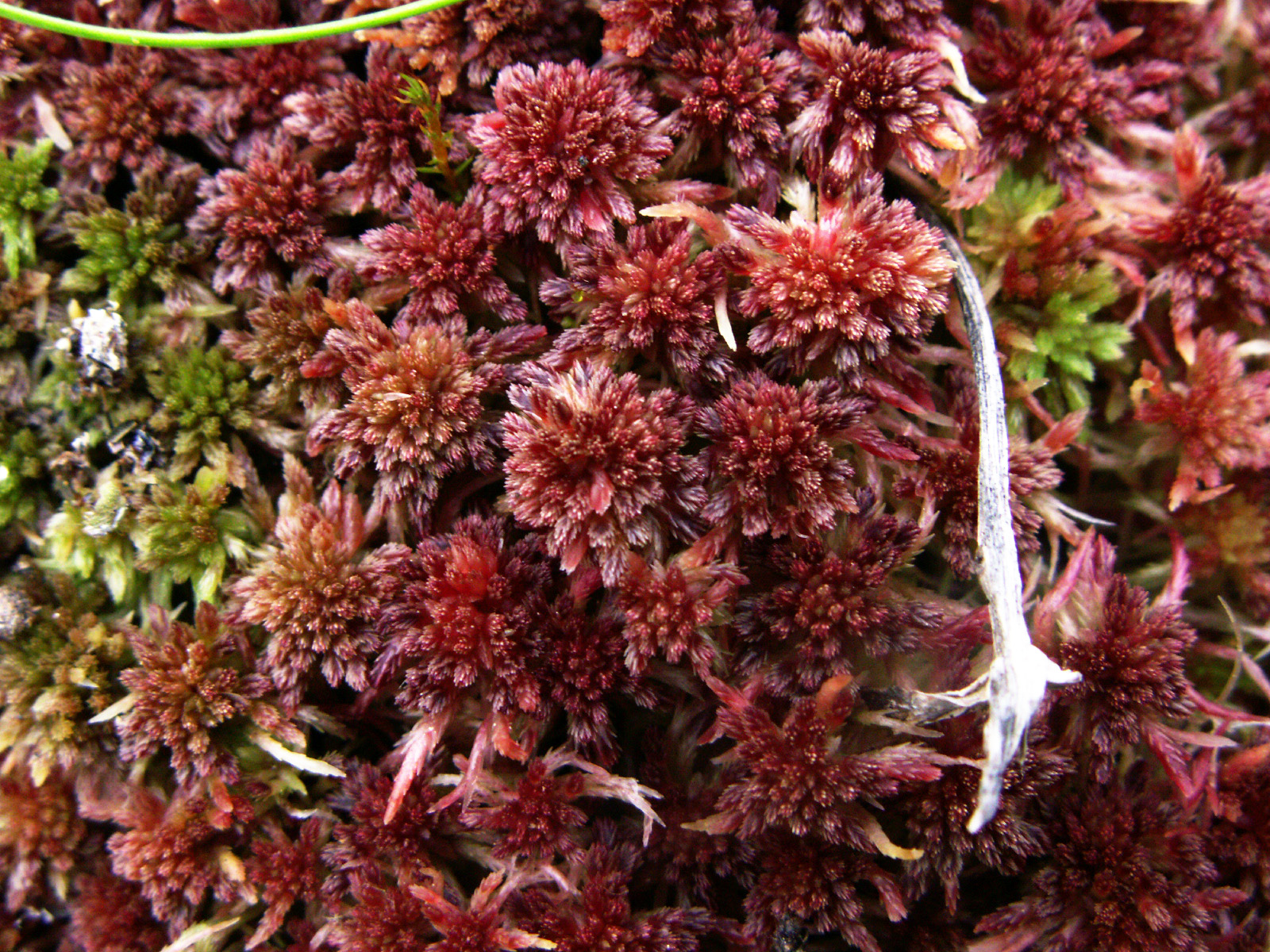
Rötliches Torfmoos (Sphagnum rubellum)

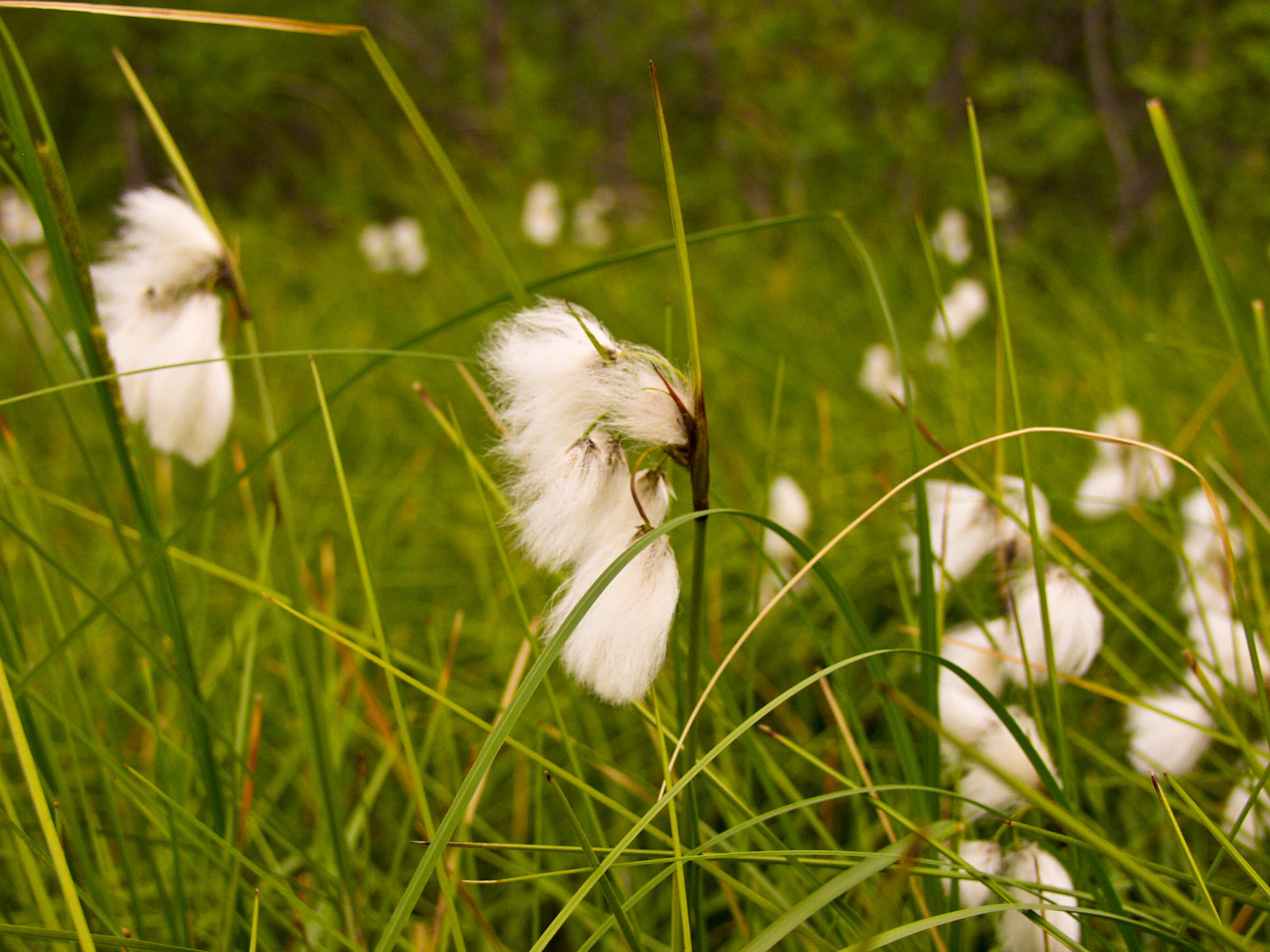
Schmalblättriges Wollgras (Eriophorum angustifolium)

Pflanzen, die mit den extremen Bedingungen im Hochmoor zurechtkommen, sind Spezialisten und Hungerkünstler. Vielfach wurden spezielle Anpassungen und Strategien entwickelt. So gedeihen Hochmoorspezialisten ausschließlich in Hochmooren. Die Hochmoorzentren sind in der Regel baumfrei.

##### Anpassungen der Pflanzen
Eine Anpassung an das karge Leben im Hochmoor haben fleischfressende Pflanzen (Carnivorie) gefunden: Einige Arten fangen Insekten, verdauen sie und können so zusätzlich Stickstoff und Mineralsalze aufnehmen. Der Rundblättrige Sonnentau (Drosera rotundifolia) hat auf seinen rundlichen Blättern rötliche Drüsen. Diese sondern eine klebrige Flüssigkeit ab, die beispielsweise Ameisen anziehen. Sie bleiben an den klebrigen Drüsen hängen und lösen beim Sonnentau einen Bewegungsreiz aus. Die klebrigen, fingerartigen Ausstülpungen mit Drüsen neigen sich über die Beute und rollen mit den Blatträndern das Insekt ein. Ein Verdauungssaft, der dem Magensaft von Tieren ähnlich ist, löst die pflanzenverwertbaren Stoffe aus dem Insekt heraus. Der Sonnentau deckt damit den Bedarf an Stickstoff, der im Boden nicht vorhanden ist.
Die Venusfliegenfalle (Dionaea muscipula) ist in den Mooren in Nord- und Süd-Carolina im Osten der USA beheimatet. Dort stellt die handflächengroße Pflanze im Sommer ihre Klappfallen auf, um damit Insekten und Spinnen zu fangen.
Kennzeichnend für die Pflanzenwelt der Regenmoore der Nordhalbkugel sind neben den Torfmoosen Zwergsträucher, die fast alle Vertreter der Familie der Heidekrautgewächse (Ericaceen) sind. Dazu gehören zum Beispiel die Rosmarinheide (Andromeda polifolia), die Besenheide (Calluna vulgaris), die Glockenheide (Erica tetralix), die Moosbeere (Vaccinium oxycoccos). Diese Zwergsträucher bilden mit Pilzen eine sogenannte Pilzwurzel (Mykorrhiza) aus. Diese Lebensgemeinschaft erlaubt ihnen eine bessere Aufnahme der spärlichen Bodenmineralstoffe. Ferner ist auffällig, dass die Blätter dieser Pflanzen meist dickfleischig und mit einer dicken Epidermis ausgestattet sind. Außerdem sind die Blätter mit einer Wachsschicht (Cuticula) überzogen und die Spaltöffnungen sind meist eingesenkt. Diese Merkmale stellen eine Anpassung an den Nährstoffmangel und die extremen Temperaturschwankungen dar.
Sonnentau und Moosbeere können ihre Wurzeln im Stockwerksbau ausbilden und beugen so dem Sauerstoffmangel durch das ständig höher wachsende Torfmoos vor.

##### Torfmoose und Torfmoosgesellschaften
Charakteristische torfbildende Pflanzen im ombrotrophen Moor sind neben den Torfmoosen Wollgräser (Eriophorum), Seggen (Carex) und Rasenbinsen (Trichophorum). Das Scheiden-Wollgras (Eriophorum vaginatum) hat einen horstartigen Wuchs. Bei guter Wasserversorgung wird es immer wieder von den Torfmoosen überwuchert. Mit seinen zerfasernden Blattscheiden trägt es wesentlich zur Bildung von Fasertorf bei.
Die einzelnen Torfmoosarten der Hochmoore haben unterschiedliche Feuchteansprüche. An sehr nassen Stellen und in Schlenken wachsen gelblichgrüne Arten wie das Spieß-Torfmoos (Sphagnum cuspidatum), das Baltische Torfmoos (Sphagnum balticum) oder Sphagnum dusenii. Entsprechend wird die Pflanzengesellschaft der wassergesättigten Bereiche als Grüne Torfmoosschlenken-Gesellschaft bezeichnet (Cuspidato-Scheuchzerietum palustris). Ergänzt wird diese Gesellschaft von der Schlamm-Segge (Carex limosa), Weißem Schnabelried (Rhynchospora alba) und der seltenen Blasenbinse (Scheuchzeria palustris).
Andere Torfmoose, besonders das Magellans Torfmoos (Sphagnum magellanicum) und das Rötliche Torfmoos (Sphagnum rubellum), meist intensiv rot gefärbt, oder das Braune Torfmoos (Sphagnum fuscum) besiedeln dagegen trockenere Stellen und die erhöhten Bulte. Sie bilden zusammen mit weiteren höheren Pflanzen wie Moosbeere (Vaccinium oxycoccos), Rosmarinheide (Andromeda polifolia) und Besenheide (Calluna vulgaris) die Bunte Torfmoosgesellschaft (Sphagnetum magellanici). Sie ist die wichtigste torfbildende Pflanzengesellschaft in Hochmooren. Im atlantisch geprägten Tiefland war als torfbildende Pflanzengesellschaft der Glockenheide-Torfmoosrasen (Erico-Sphagnetum magellanici) verbreitet. Kennzeichnend sind die ozeanisch bis subozeanisch verbreitete Glockenheide (Erica tetralix) und die Moorlilie (Narthecium ossifragum). Im östlichen Tiefland treten an die Stelle dieser Arten der Sumpfporst (Rhododendron palustre) und über Mitteleuropa hinaus nach Norden die Moltebeere (Rubus chamaemorus) und die Torfgränke (Chamaedaphne calyculata). Diese Pflanzengesellschaft des Ledo-Sphagnetum-magellanici ist von zwergwüchsigen Waldkiefern (Pinus sylvestris) durchsetzt. In Osteuropa wird das Magellans Torfmoos (Sphagnum magellanicum) durch das Braune Torfmoos (Sphagnum fuscum) ersetzt. In den Mittelgebirgen hat sich ein durch Zwergformen der Bergkiefer (Pinus mugo) geprägter Torfmoosrasen (Pino mugi-Sphagnetum magellanici) entwickelt. In der subalpinen Stufe zwischen 1.500 und 2.000 Meter (Alpen, Riesengebirge, Hohe Tatra) sind Rasenbinsen-Torfmoosrasen (Eriophoro-Trichophoretum cespitosi) entwickelt.
Die Vegetation der nordamerikanischen Hochmoore gleicht in ihrer Zusammensetzung den europäischen Pflanzengesellschaften, wobei die einzelnen Arten hier häufig durch andere Arten derselben Gattungen ersetzt werden. So tritt beispielsweise an die Stelle des Sumpfporstes die Spezies Ledum groenlandicum. Bei den Wollgräsern gehören Eriophorum virginicum und Eriophorum vaginatum var. spissum zu den torfbildenden Pflanzen. Unter den Zwergsträuchern der nordamerikanischen Hochmoore erscheinen zusätzlich Arten der Gattungen Gaylussacia, Gaultheria und Kalmia. In Nordasien tritt die Sibirische Zirbelkiefer (Pinus sibirica) auf den Hochflächen auf. In den Schlenken findet sich hier Sphagnum dusenii und das Baltische Torfmoos (Sphagnum balticum) zusammen mit der Blasenbinse (Scheuchzeria palustris) und Schlamm-Segge (Carex limosa). Das Hochmoorgebiet Feuerlands (Südamerika) reicht bis in das antarktische Klima- und Vegetationsgebiet. Die Moore werden hauptsächlich aus dem Torfmoos Magellans Torfmoos (Sphagnum magellanicum) und Zwergsträuchern gebildet. Letztere setzen sich aus der zwergwüchsigen Antarktischen Südbuche (Nothofagus antarctica), Rote Krähenbeere (Empetrum rubrum) und dem Heidekrautgewächs Pernettya pumila zusammen. Statt Wollgras siedelt hier das Binsengewächs Tetronium magellanicum.

##### Gehölze und Moorwälder
Bäume wie Moorbirke (Betula pubescens), Fichte (Picea), Kiefer (Pinus) gehören auch in lebenden Hochmooren ozeanischer bzw. maritimer Klimaregionen zum charakteristischen Bild. Sie finden sich jedoch bevorzugt auf den stärker dränierten Randgehängen und an Kolkrändern mit besserer Nährstoffversorgung. Auf den Hochflächen sind meist nur vereinzelt Gehölze mit niedrigem Wuchs (Mineralsalzmangel) anzutreffen. An den Gewässerrändern kommt es durch Wellenschlag zu einer verstärkten Mineralisation, die konkurrenzstärkeren Gehölzen, Gräsern und anderen Pflanzen eine Ansiedlungsmöglichkeit bieten können. Dazu gehört auch das in Renaturierungsbemühungen gefürchtete Blaue Pfeifengras (Molinia caerulea). In trockeneren, mineralsalzarmen Übergangszonen zu Hochmooren kontinentaler Klimate und in höheren Gebirgslagen können Bruch- und Moorwälder wie Bergkiefern-Moorwälder, Birken-Bruchwälder oder Karpatenbirkenwälder ausgebildet sein. Dies sind meist schlechtwüchsige, niedrige, lichte Bestände aus Kiefern oder Birken mit einem strauchreichen Unterwuchs und einer niedrigwüchsigen und lückigen, meist aus Gräsern und Seggen sowie Zwergsträuchern bestehenden Krautschicht aber einer gut ausgebildeten Moosschicht aus vorwiegend Torfmoosen.

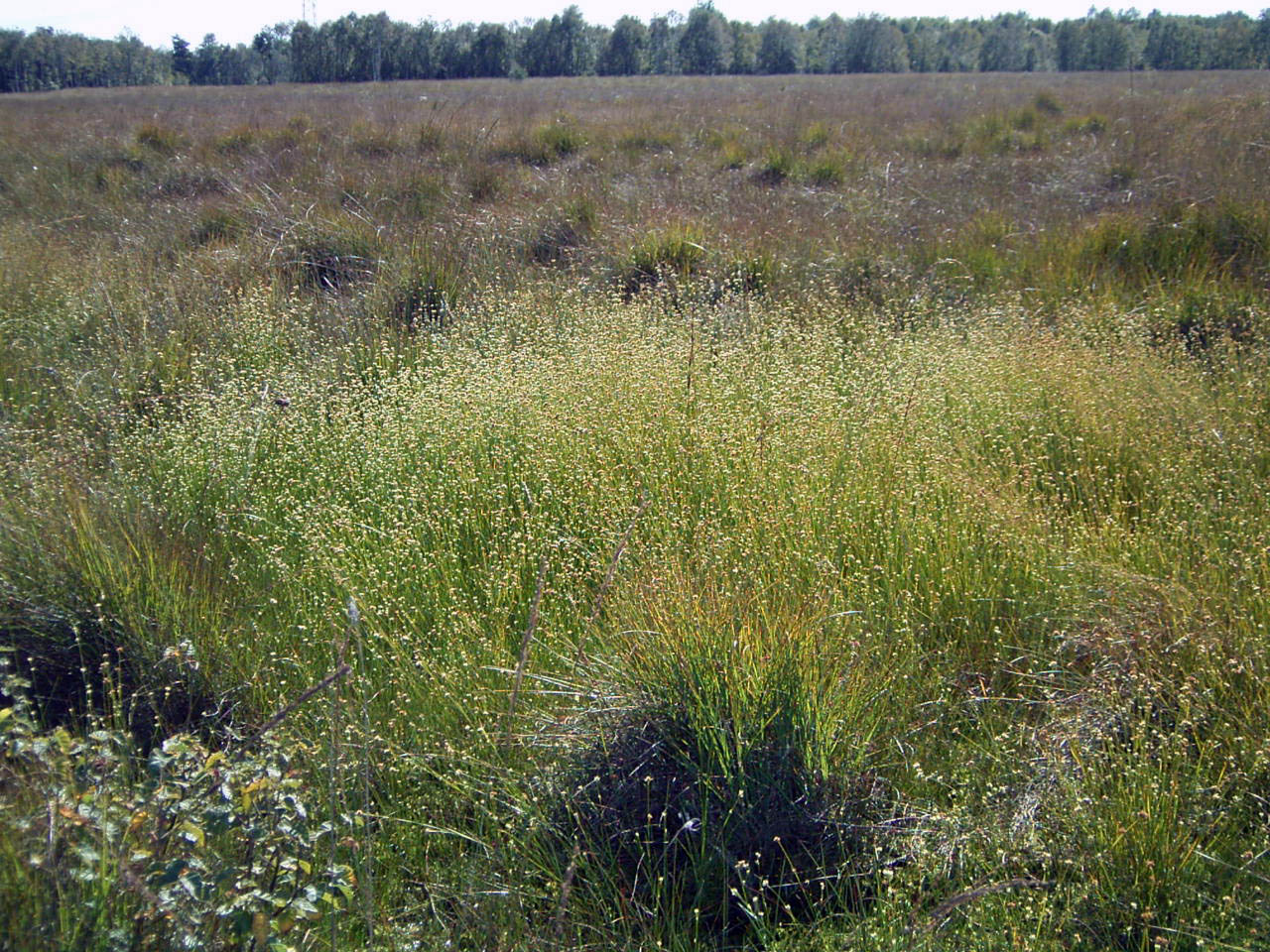
Weißes Schnabelried (Rhynchospora alba)
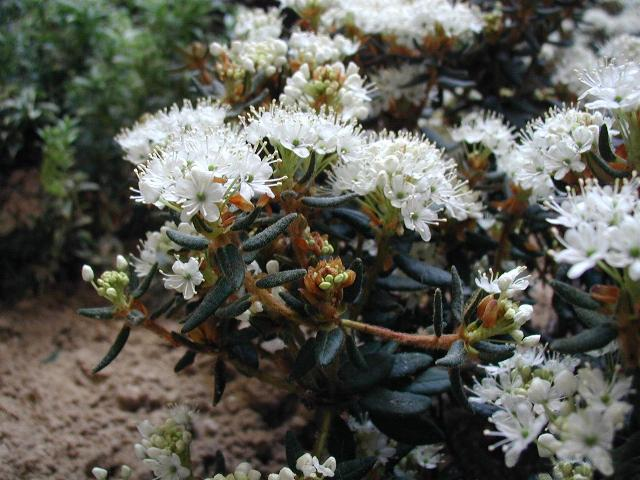
Sumpfporst (Rhododendron tomentosum oder Ledum palustre)
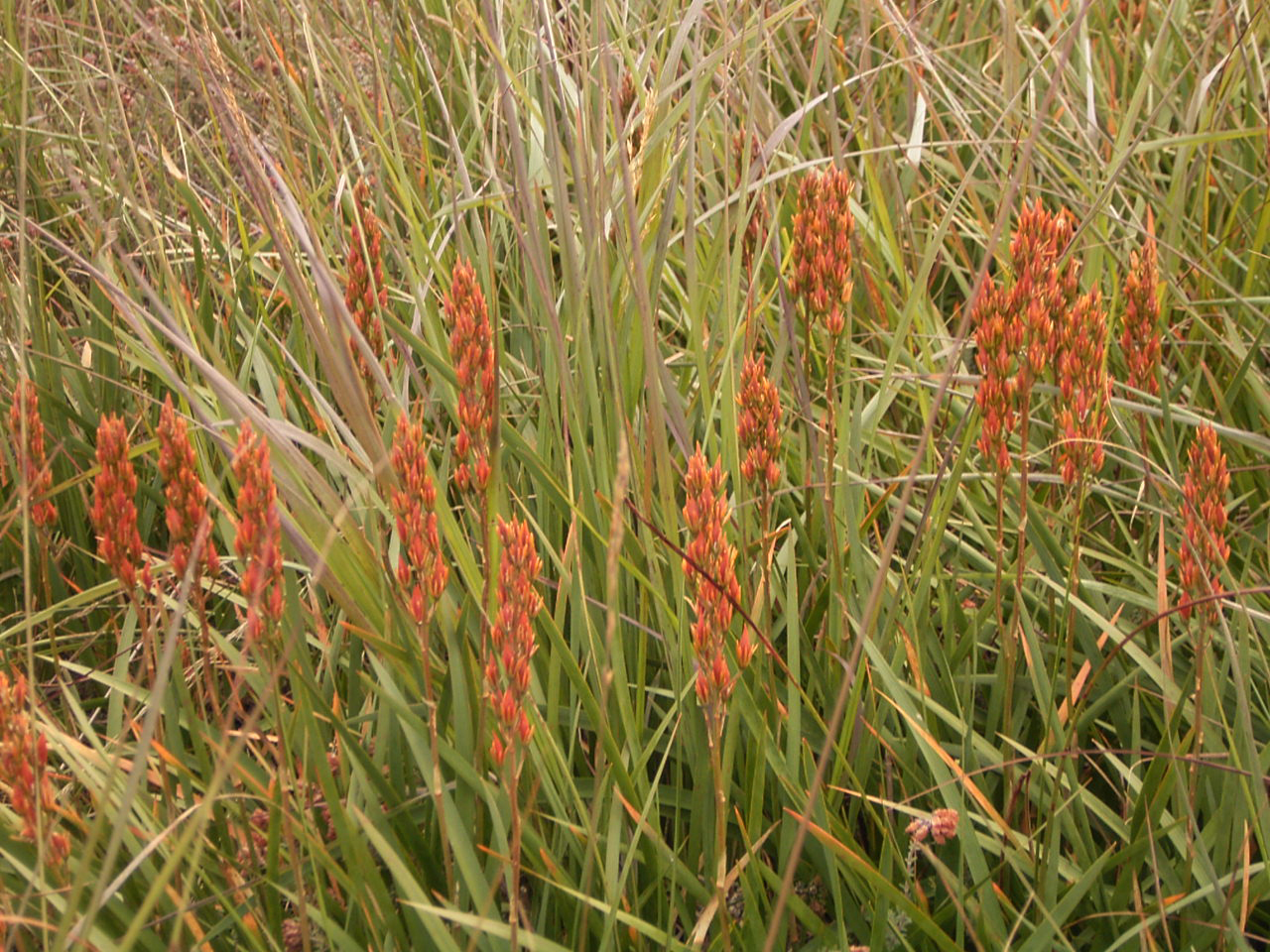
Fruchtstände der Moorlilie (Narthecium ossifragum)
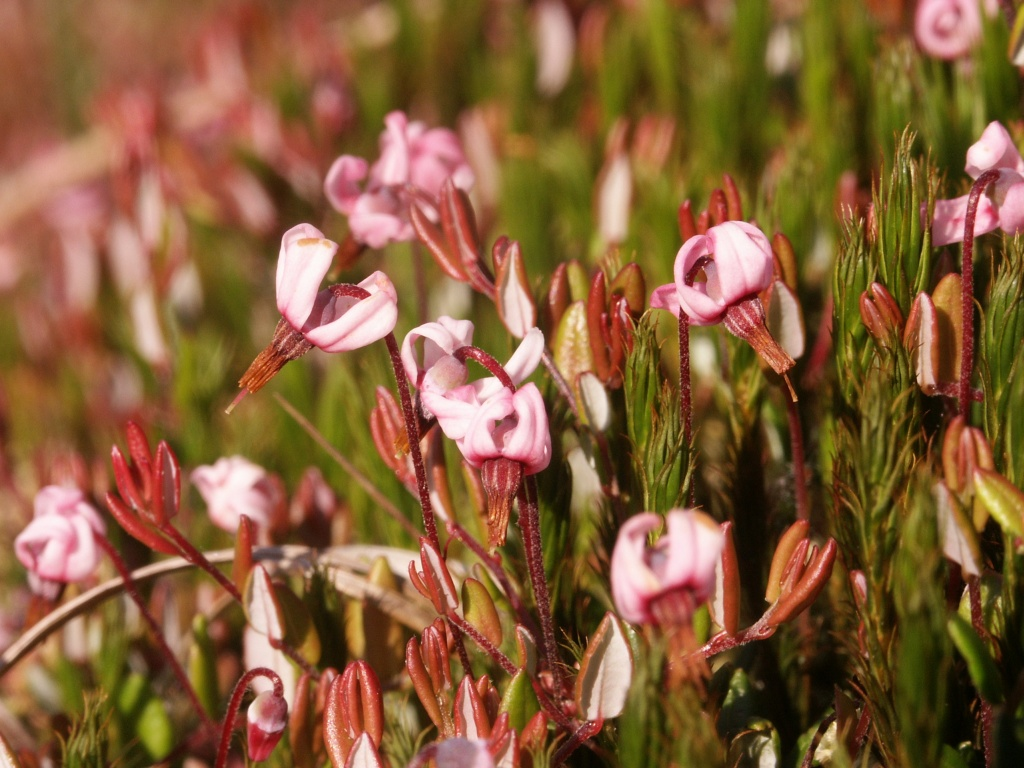
Moosbeere (Vaccinium oxycoccos)

#### Fauna

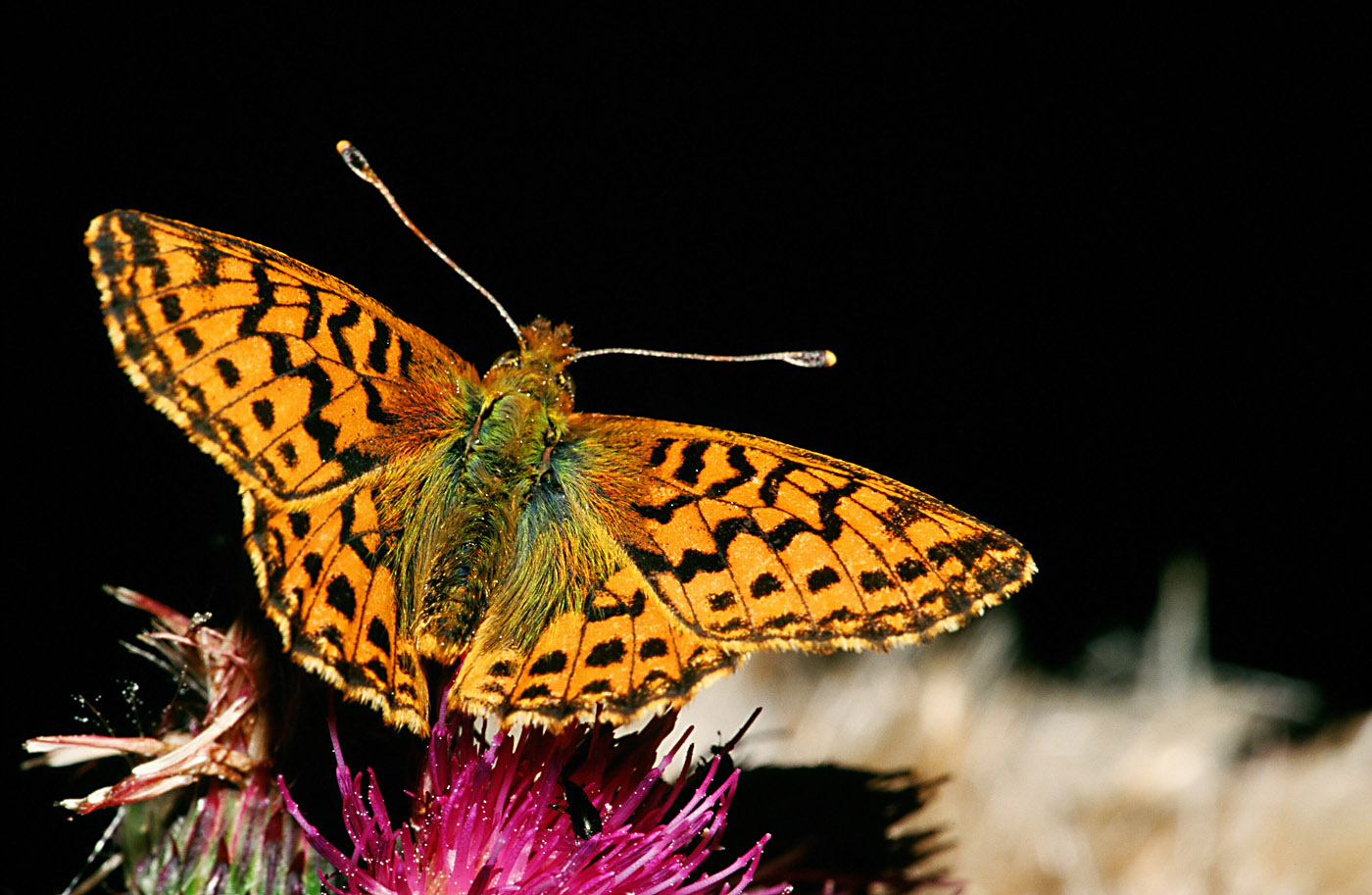
Hochmoor-Perlmuttfalter (Boloria aquilonaris)

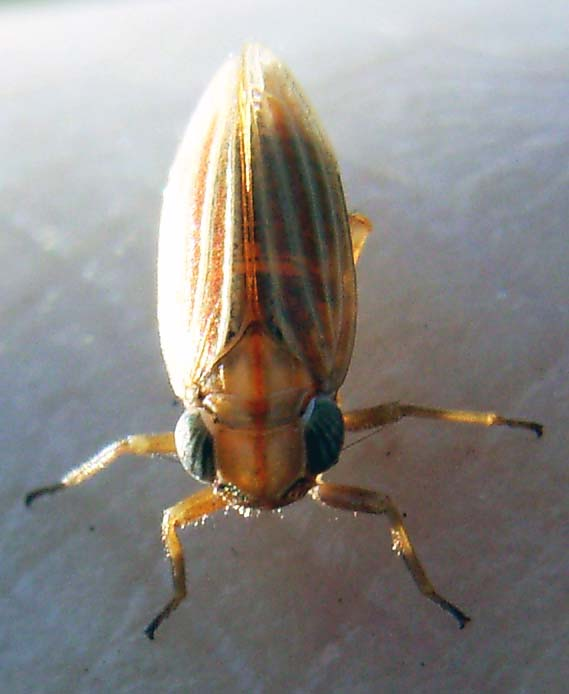
Weibchen der Moorkäferzikade (Ommatidiotus dissimilis), kurzflügelige Form, lebt an Scheiden-Wollgras ausschließlich in Hochmooren.

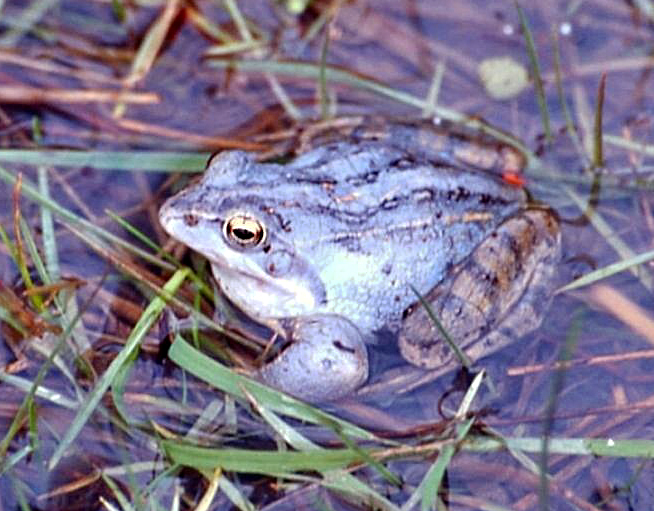
Blau gefärbtes Männchen eines Moorfrosches während der Paarungszeit

Innerhalb wachsender Hochmoore können sich nur wenige Organismengruppen entfalten. Es gibt weder Fische im sauren Wasser, noch gibt es Schnecken, Muscheln, Krebse oder andere Tiere, die eine reichliche Kalziumzufuhr benötigen. Nur Spezialisten ist es möglich, unter den extremen Standortbedingungen zu existieren und sich fortzupflanzen. Ähnlich den Torfmoosen sind auch viele Tiere rot oder dunkel gefärbt (Melanismus), als Anpassung an die Strahlungsintensität und die extremen Temperaturen. Eine andere häufig zu beobachtende Erscheinung ist der Zwergwuchs. Viele Tiere, besonders Insekten, sind in ihrer Ernährungsweise auf nur bestimmte Pflanzenarten und/oder Pflanzengattungen der Hochmoore beschränkt (Mono- bis Oligophagie), so dass sie nur in diesem Lebensraum existieren können.

##### Einzeller
Eine kennzeichnende Tiergruppe der Torfmoosrasen sind die Wurzelfüßer (Rhizopoden). Dieses sind beschalte Amöben (Testaceen), die in hoher Individuendichte auftreten können. Dank der Erhaltungsfähigkeit der Schalen ist eine sogenannte Rhizopodenanalyse möglich, mit deren Hilfe die ökologischen Bedingungen eines Moores während seiner Entwicklungsgeschichte verfolgt werden kann.

##### Insekten und Spinnen
Im Sommer fallen die zahlreichen Libellen im Hochmoor auf. Libellen lieben feuchte Standorte, darunter sowohl Hoch- als auch Niedermoore. Einige Arten sind in allen Lebensphasen an die ökologischen Bedingungen der Moore gebunden. Andere Arten verbringen hier ihre Jugendzeit. Die Hochmoor-Mosaikjungfer (Aeshna subarctica) ist in den Monaten Juli bis September aktiv und ausschließlich an Hochmoorgewässern mit Torfmoos-Schwingrasen zu finden. Besonders an Vormittagen sonniger Tage findet man die sich sonnenden Männchen auf Baumstämmen. Die Männchen fliegen auf der Suche nach Weibchen über die Torfmoosflächen. Die Paarung beginnt über den Rasen und endet meistens in der Vegetation. Das Weibchen sticht die Eier in die Torfmoose ein.
Der Hochmoor-Glanz-Flachläufer (Agonum ericeti) ist der Hochmoorspezialist unter den Laufkäfern. Außerhalb von Übergangs- und Hochmooren ist er nicht zu finden. Er lebt zwischen Bulten und Schlenken der lebenden Hochmoore, mitunter kommt er auch auf Hochmoor-Regenerationsflächen vor. Die Art kann nur auf sehr sauren Böden leben und reagiert empfindlich auf Veränderungen.
Auch der Hochmoor-Perlmuttfalter (Boloria aquilonaris) ist auf Moore angewiesen, in denen die Futterpflanze der Raupe, die Gewöhnliche Moosbeere (Vaccinum oxycoccos), wächst. Teilweise ernährt sich die Raupe auch von jungen Trieben der Rosmarinheide (Andromeda polifolia). In Norddeutschland ist die Glockenheide (Erica tetralix) eine wichtige Saugpflanze der Falter.
Auch die Zikadenfauna weist eine Vielzahl hochspezialisierter, meist monophager Hochmoorarten mit einem sehr engen Nahrungsspektrum auf. Ausschließlich an Scheiden-Wollgras (Eriophorum vaginatum) der offenen Hochmoorzentren lebt die Moorkäferzikade (Ommatidiotus dissimilis). Torfmoos-Schwingrasen mit Schmalblättrigem Wollgras (Eriophorum angustifolium) werden von der Weißlippen-Spornzikade (Delphacodes capnodes) bevorzugt. An ähnlichen Standorten lebt die im Weser-Ems-Gebiet möglicherweise inzwischen ausgestorbene Schnabelriedzirpe (Limotettix atricapillus), die sich vom Weißen Schnabelried (Rhynchospora alba) ernährt.
Wo eine so reichhaltige Insekten- und Milbenfauna vorkommt, sind auch deren Feinde nicht weit. Sie besiedeln das Wasser, zum Beispiel die sehr seltene Wasserspinne, die Torfmoose wie die in Deutschland stark gefährdeten bzw. vom Aussterben bedrohten Wolfsspinnen Pardosa sphagnicola und Pirata insularis und die Krautschicht und niedere Gehölze wie die Sumpfkreuzspinne oder die Jagdspinne Dolomedes fimbriatus. Vorwiegend im Randgehänge lebt die Brückenspinne.

##### Amphibien, Reptilien und Vögel
Amphibien, insbesondere der Moorfrosch (Rana arvalis), leben und/oder laichen im Hochmoor. An Reptilien finden sich die Mooreidechse (Lacerta vivipara) und die Kreuzottern (Vipera berus). Letztere ist in Mooren häufig auch völlig schwarz gefärbt und wird auch als Moorotter bezeichnet. Vögel baumarmer Hochmoore sind Krick- und Knäkente, Birkhuhn, Sumpfohreule, Großer Brachvogel, Bruchwasserläufer, Südlicher Goldregenpfeifer und der Kranich. In den Randbereichen leben Uferschnepfe, Rotschenkel, Feldlerche, Braunkehlchen und etliche weitere Arten. Die Vögel der ehemaligen Hochmoore sind heute häufig in Feuchtgrünland, Moor- und Marschgrünland zu finden. Mit der Zerstörung der Moore sind viele dieser Arten drastisch zurückgegangen und heute vom Aussterben bedroht oder bereits verschwunden.

##### Säugetiere
Säuger spielen in der Moorfauna eher eine untergeordnete Rolle. Der feuchte Boden, der nicht zum Anlegen von Gängen geeignet ist, macht Moorböden beispielsweise für Mäuse unattraktiv. Eine gewisse Rolle spielt allerdings der Iltis, der sich hier bevorzugt von Fröschen ernährt.

### Entwässertes Moor

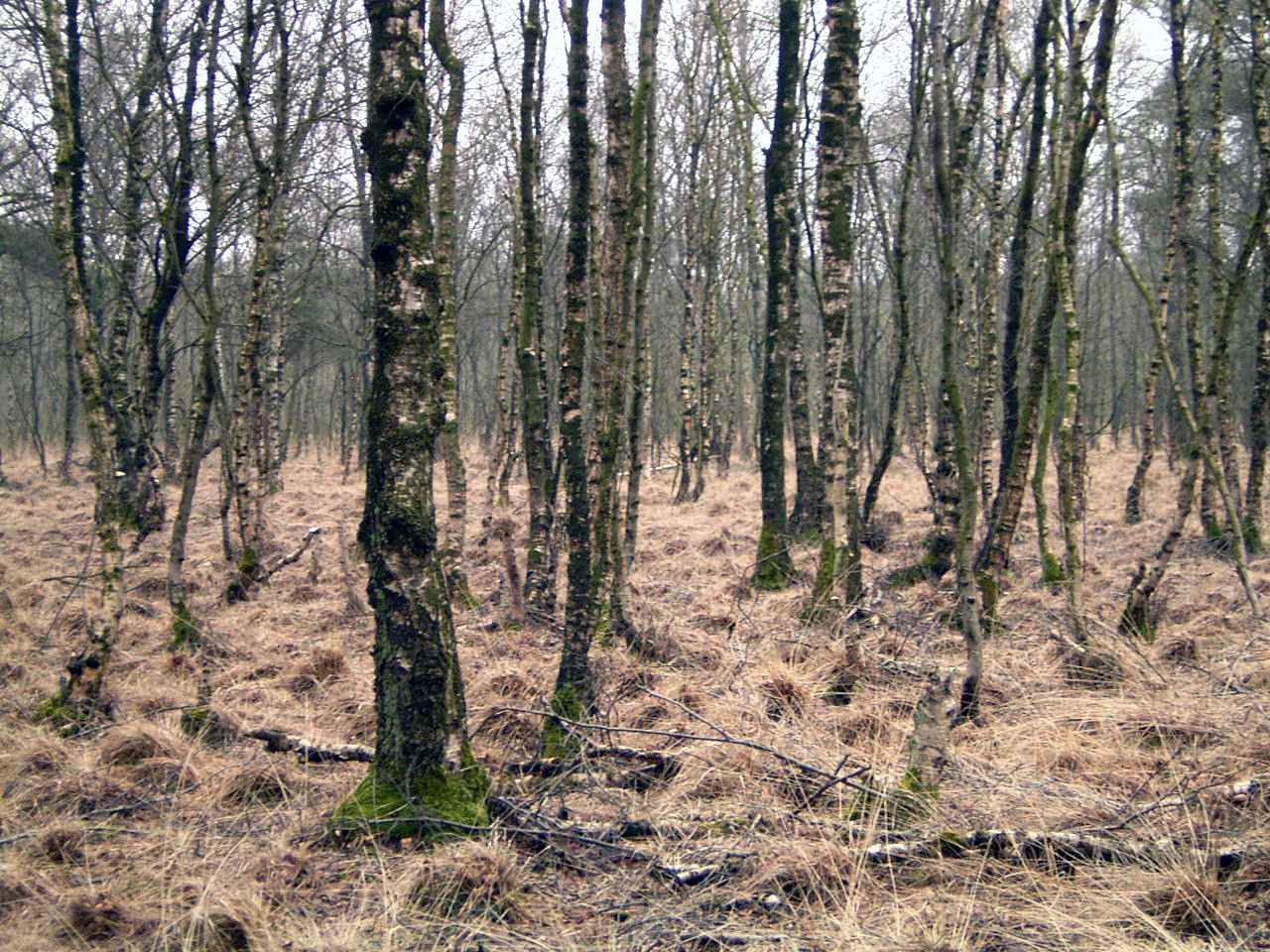
Moorbirkenwald auf entwässertem Hochmoor

Die Nutzung von Hochmooren war fast immer mit Entwässerung verbunden oder setzte diese sogar voraus. Werden Entwässerungsgräben in ein Hochmoor gebaut, verändert sich der biotopbestimmende Faktor grundlegend. Es kommt schließlich zum Stillstand des Moorwachstums. Der mooreigene Wasserspiegel sinkt, die entleerten Poren des Torfkörpers kollabieren, und das Moor sackt ab. Sauerstoff aus der Luft dringt ein und setzt den Abbau in Gang. Das organische Material wird mineralisiert, die darin gespeicherten Mineralsalze werden freigesetzt.
Mineralsalzbedürftigere Pflanzen siedeln sich an und verdrängen die Hochmoorarten. In Nordwestdeutschland bildeten sich auf ausgetrockneten Hochmoorböden riesige Moorheiden (Sphagno-Callunetum). Schreitet die Entwässerung fort, siedeln sich die ersten Gehölze an. Durch die Transpiration der Gehölze trocknen die Moore weiter ab. Zuletzt entstehen Moorwälder unterschiedlicher Zusammensetzung. Meist sind es Moorbirke (Betula pubescens) und Waldkiefer (Pinus sylvestris), die diese Wälder bilden. In den Mittelgebirgen wird Pinus sylvestris durch die Bergkiefer (Pinus mugo) ersetzt. Vereinzelt kommt hier auch die Karpaten-Birke (Betula pubescens var. glabrata ) vor. Kennzeichnend für solche Moorwälder sind das Pfeifengras (Molinia caerulea) sowie Heidel- und Preiselbeere (Vaccinium myrtillus, V. vitis-idaea).
Auch die Tierwelt verändert sich. Durch die Mineralsalzanreicherung und Erhöhung der kleinräumigen Strukturvielfalt steigt die Artenzahl an. Moorspezialisten werden verdrängt. Solche Moore beherbergen eine größere Anzahl von Tierarten, die in der Kulturlandschaft keinen Platz mehr finden (Kulturflüchter). Daher sind auch entwässerte Moore wertvoll und von großer Bedeutung für den Artenschutz.

## Bedeutung und Funktionen
Die große Bedeutung der Hochmoore liegt vor allem in ihrer Eigenschaft als Lebensraum für seltene Pflanzengesellschaften, Pflanzenarten und Tiere. Etliche Arten wie die Zwerg-Birke (Betula nana) konnten in Hochmooren als Relikte der Nacheiszeit überdauern. Hochmoore sind außerdem Rückzugsgebiete für bedrohte Tierarten, die in der umgebenden stark menschlich geprägten Umwelt keinen Platz mehr finden. Schließlich sind Hochmoore landschaftsprägende Elemente, da sie große Flächenbereiche einnehmen.

### Landschaftsökologische Funktionen
Hochmoore haben landschaftsökologische Funktionen, die sich aus den oben dargestellten Besonderheiten im Wasser- und Nährstoffhaushalt sowie den klimatischen Bedingungen von intakten Hochmooren ergeben. Eine besondere Bedeutung im Landschaftshaushalt kommt der Vorratsbildung durch Ausgliederung von Stoffen aus dem ursprünglichen Kreislauf zu. Aufgrund der unvollkommenen Zersetzung des Torfes sind Kohlenstoff und andere Stoffe festgelegt. Der Torfkörper und die Torfmoose dienen bei Starkregenfällen und Hochwasser als Wasserspeicher mit abflussdämpfender Wirkung. Hochmoore haben einen deutlichen Einfluss auf das Klima, denn aufgrund ihres hohen Wassergehaltes und der damit verbundenen verzögerten Erwärmung zu Beginn der Vegetationsperiode, werden Hochmoore als kalte Lebensräume angesehen und nehmen damit Einfluss auf das Regionalklima. Darüber hinaus können Moore, deren Torfkörper von Wasser durchströmt und durchsickert werden, wie Ionenaustauscher wirken und Fremdstoffe wie Pestizide oder Schwermetalle zurückhalten. Diese Filterwirkung stellt in unserer zunehmend belasteten Umwelt eine sehr bedeutsame landschaftsökologische Funktion dar.

### Natur- und kulturhistorische Funktionen
Nicht zuletzt haben Hochmoore eine hohe naturwissenschaftliche Bedeutung bei der Erforschung ökologischer Systeme und für die Natur- und Kulturgeschichte als Archive für vegetationsgeschichtliche sowie die vor- und frühgeschichtliche Forschung. Diese Funktion ergibt sich aus der konservierenden Wirkung im sauren Milieu unter Sauerstoffabschluss sowie die Wirkung der Huminsäuren.
Im Torf haben sich Pollen hervorragend erhalten. Anhand von Pollenanalysen ließ sich fast flächendeckend die Vegetations- und Klimageschichte seit der letzten Eiszeit rekonstruieren. Funde von Pollen von Kulturpflanzen geben Hinweise auf erste Siedlungen und die Anfänge des Ackerbaus. Ferner wurden in den europäischen Mooren zahlreiche Bohlenwege freigelegt und etwa 600 Leichenreste gefunden, welche als Moorleichen bekannt sind. Moore sind damit Archive der Kulturgeschichte seit der letzten Eiszeit (Moor-Archäologie).

## Gefährdung von Hochmooren

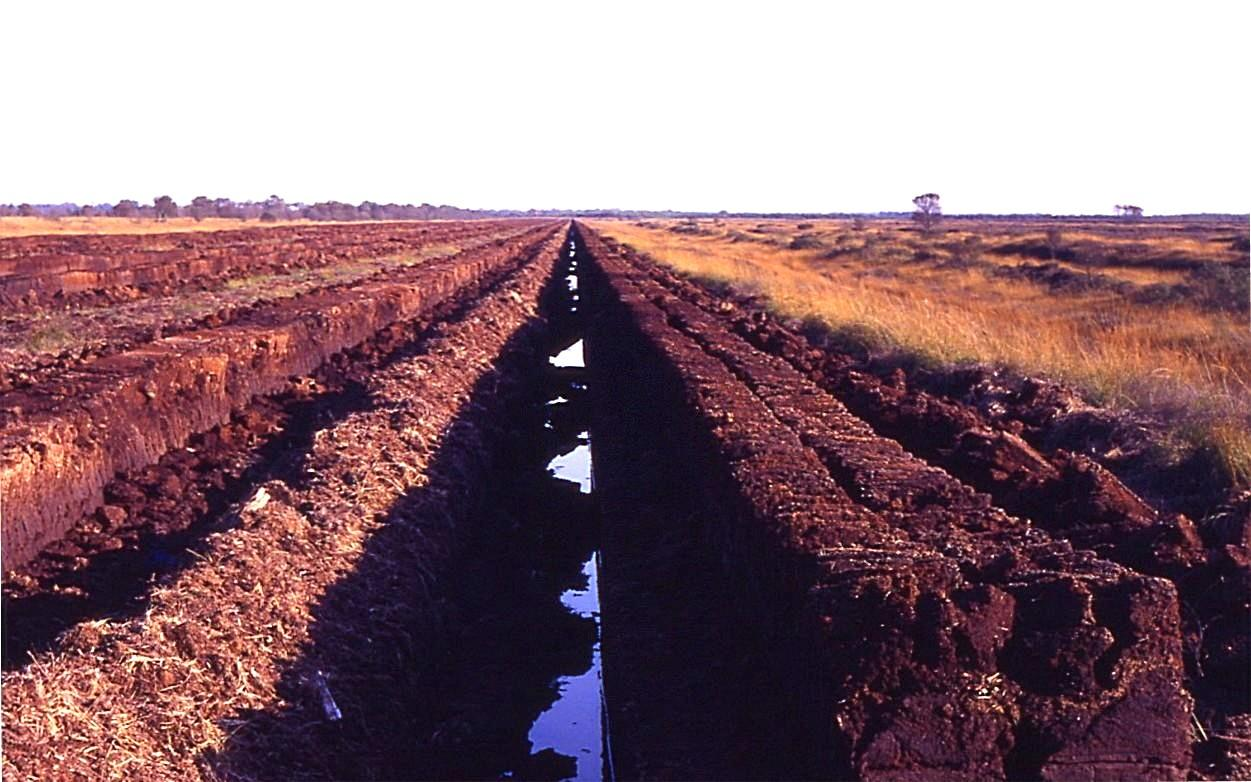
Torfabbau in Ostfriesland

Die größte Gefährdung der Hochmoore geht vom Torfabbau aus. Insbesondere der Abbau von Torf zur Herstellung von Gartenerde hat heute einen hohen Stellenwert eingenommen. Die Torfvorräte Mitteleuropas sind weitgehend aufgebraucht. Deshalb wird immer mehr Torf aus West-Sibirien und Kanada importiert und gefährdet die dortigen meist noch großflächigen und weitgehend intakten Hochmoore.
Die Gefährdung von Hochmooren durch die Moorkultivierung, das heißt die Gewinnung von landwirtschaftlichen Flächen, hat heute nur noch eine geringe Bedeutung. Intensivgrünland und Acker auf Hochmoorstandorten erfordern aufgrund der physikalischen Eigenschaften des Torfes (Sackung und Schrumpfung) mehrmalige Bearbeitungen sowie intensive Düngungen und sind daher nicht rentabel.
Indirekte Einflüsse wie Mineralsalzeinträge durch Dünger aus der Landwirtschaft, Pestizide, sowie Nährstoff-, Mineralsalz- und schadstoffbelastetes Regenwasser aus häuslichen und industriellen Verbrennungsanlagen sind von größerer Bedeutung. Dadurch können noch intakte Hochmoore in ihrem hochmoortypischen Stoffhaushalt empfindlich gestört werden.

## Auswirkungen der Hochmoornutzungen
Neben der durch die Entwässerung hervorgerufenen veränderten Pflanzen- und Tierwelt der Moore mit dem damit verbundenen Artenverlust, sind noch weitreichendere Folgen, regional wie global, zu berücksichtigen. Jede Entwässerung bedeutet auch eine Belüftung der Torfe. Damit werden Abbauvorgänge in Gang gesetzt, die unter dem Begriff „oxidativer Torfverzehr“ zusammengefasst werden. Durch diesen Vorgang wird die Funktion der Hochmoore als Stoffsenke (siehe oben) aufgehoben. Die Stoffe, welche bis dahin im Moor festgelegt, also entsorgt waren, werden nun den Kreisläufen der Natur wieder zugeführt. Beispielsweise wird der seit Jahrtausenden gespeicherte Stickstoff in Form von Ammoniak (NH3), molekularem Stickstoff (N2), Stickstoffoxiden (NOx) und Distickstoffoxid (N2O) in die Atmosphäre freigesetzt. Das freigesetzte Nitrat (NO3−) gelangt in gelöster Form in die Gewässer und belastet schließlich das Grund- und Trinkwasser. Das Distickstoffoxid, auch Lachgas genannt, hat sogar globale Folgen, da es sowohl am Ozonabbau als auch am Treibhauseffekt beteiligt ist. Verstärkt werden diese Effekte noch durch die Freisetzung von Kohlendioxid. Auch Phosphor wird mobilisiert und belastet in Form von Phosphat (PO43−) die umgebenden Gewässer und trägt zu deren Eutrophierung bei.

## Schutzmaßnahmen

Hochmoor-Renaturierungsfläche im Emsland

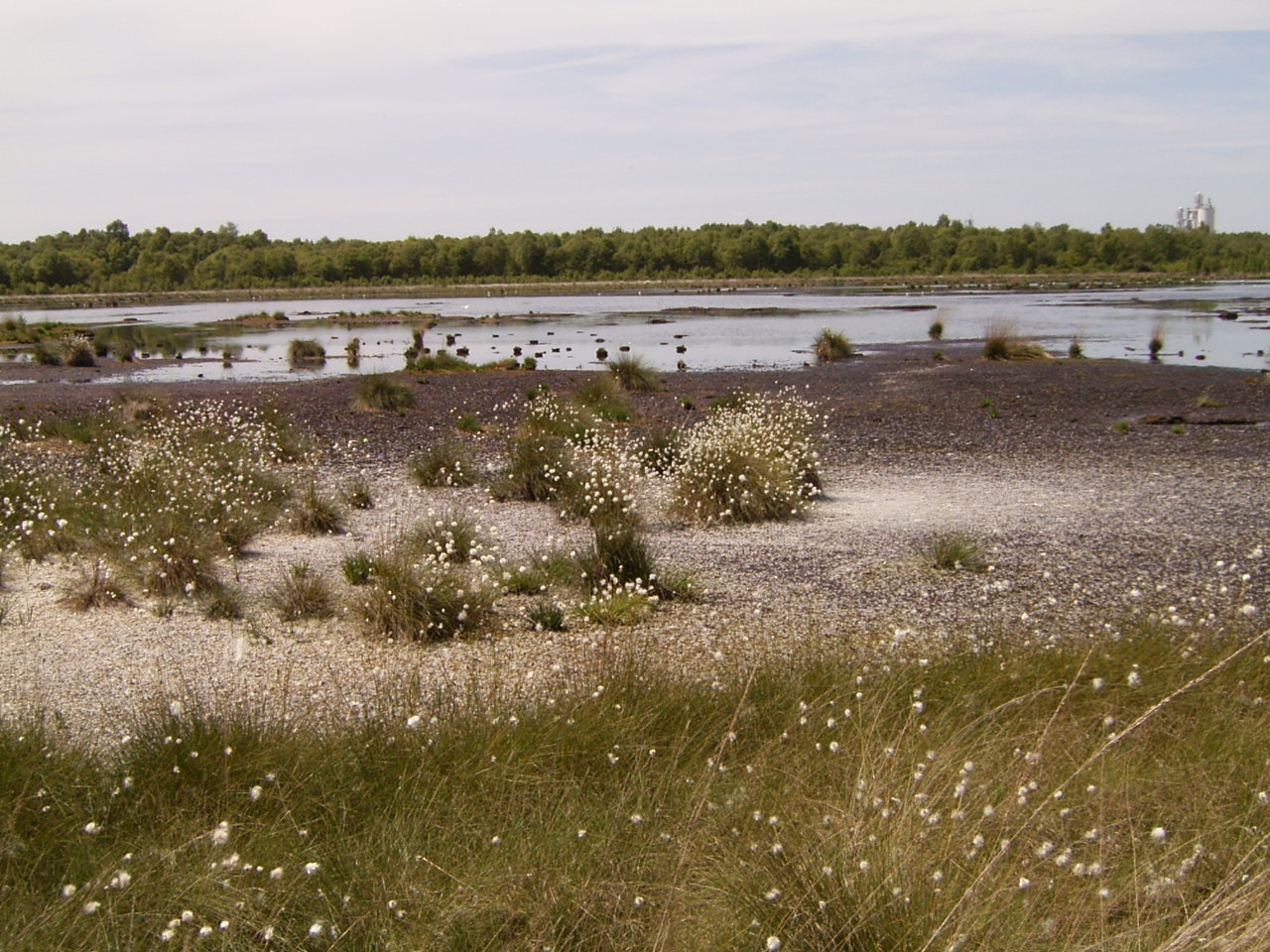
Scheiden-Wollgras im Renaturierungsgebiet Goldenstedter Moor

Erst in den letzten Jahrzehnten wurde die Bedeutung der Hochmoore erkannt. Es setzte sich die Einsicht durch, zumindest die noch vorhandenen Hochmoore zu schonen und soweit möglich zu regenerieren. Der Schutz der verbliebenen naturnahen Hochmoorreste ist umso dringlicher, weil Hochmoore aufgrund ihrer jahrtausendelangen Entwicklungszeit unersetzbare, in absehbaren Zeiträumen nicht wiederherstellbare Lebensräume sind. Moore im weiteren Sinne sind heute auf nationaler und internationaler Ebene weitestgehend gegen Eingriffe und Beeinträchtigungen geschützt. Aber immer noch stehen wirtschaftliche Interessen im Vordergrund, so dass die letzten Hochmoore weiterhin akut von der völligen Zerstörung bedroht sind.
Auf internationaler Ebene greift die Ramsar-Konvention auch für Hochmoore. Im Februar 1976 trat Deutschland der Ramsar-Konvention, einem internationalen völkerrechtlichen Vertrag zum Schutz der Feuchtgebiete, bei. In Deutschland gibt es derzeit 32 ausgewiesene Feuchtgebiete mit einer Gesamtfläche von 839.327 Hektar. Dazu gehören unter anderem die Diepholzer Moorniederung (15.060 ha) und das Elbe-Weser-Dreieck mit dem Ahlenmoor. Aber noch längst nicht haben alle Länder die Konvention unterzeichnet beziehungsweise die entsprechenden Schutzmaßnahmen und Ausweisung geeigneter Gebiete ergriffen.
Ramsar-Gebiete in Europa mit Hochmooranteilen:
- Region um Limbaži und Valmiera im Nordwesten Lettlands mit 5.318 ha
- Lielais Pelečāres purvs in Lettland, 5.331 ha
- Teiču dabas rezervāts, mit 19.337 ha größtes Reservat in Lettland
- Čepkelių raistas, Reservat in Südostlitauen mit 11.212 ha, davon 5.000 ha Moore
- Thursley und Ockley Moore in England mit 265 ha
- Waldviertel in Niederösterreich mit 13.000 ha

Die Umsetzung der durch die Ramsar-Konvention eingegangenen Verpflichtungen erfolgt durch mehrere europäische Richtlinien. In Deutschland vor allem durch das Bundesnaturschutzgesetz und die Naturschutzgesetze der Länder.
Inzwischen stehen in Niedersachsen, dem ehemals hochmoorreichsten Bundesland, rund 32.000 Hektar Hochmoorflächen unter Naturschutz (Niedersächsisches Moorschutzprogramm). In einem natürlichen Zustand befinden sich allerdings nur 3.600 Hektar. Bisher sind etwa 6.000 Hektar wiedervernässt worden. Bis zum Jahr 2020 sollen insgesamt 20.000 Hektar renaturiert werden.
In der Schweiz sind seit Annahme der Rothenthurm-Initiative im Jahr 1987 alle Moore von nationaler Bedeutung unter Schutz gestellt. Alle rund 550 noch erhaltenen Hoch- und Übergangsmoore der Schweiz werden durch die Hochmoorverordnung vom 21. Januar 1991 (SR 451.32) geschützt. Sie müssen in ihrem vollen Umfang erhalten werden, und es gilt ein Bauverbot. In den Schutzgebieten sind einzig landwirtschaftliche Aktivitäten im bisherigen Umfang und Erhaltungs- und Regenerierungsmaßnahmen erlaubt. In vielen geschützten Objekten von nationaler Bedeutung sinkt allerdings die ökologische Qualität. Benötigt werden Pufferzonen und Regenerationen. Das BAFU unterstützt die Kantone mit Vollzugshilfen.
Derzeit sind Bestrebungen im Gange, das Wassjuganmoor in Westsibirien als UNESCO-Weltnaturerbegebiet auszuweisen. Eine der Aufgaben der UNESCO ist die Verwaltung des Welterbes der Menschheit, welche durch die Unterorganisation World Heritage Committee durchgeführt wird.
Das große Wassjuganmoor, der mit über fünf Millionen Hektar größte Moorkomplex der Erde mit überwiegendem Hochmooranteil, ist für ein Weltnaturerbegebiet prädestiniert, denn es zeichnet sich besonders durch seine weltweit einmaligen Makrostrukturen aus, die nur auf der Fläche derart großer Moore entstehen können.

## Hochmoor-Renaturierung

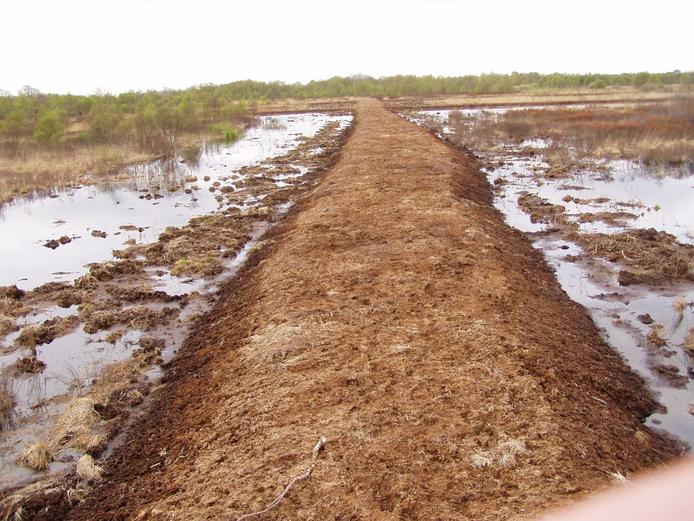
Damm zum Wassereinstau als Renaturierungsmaßnahme auf teilabgetorften Flächen im Hahnenknooper Moor

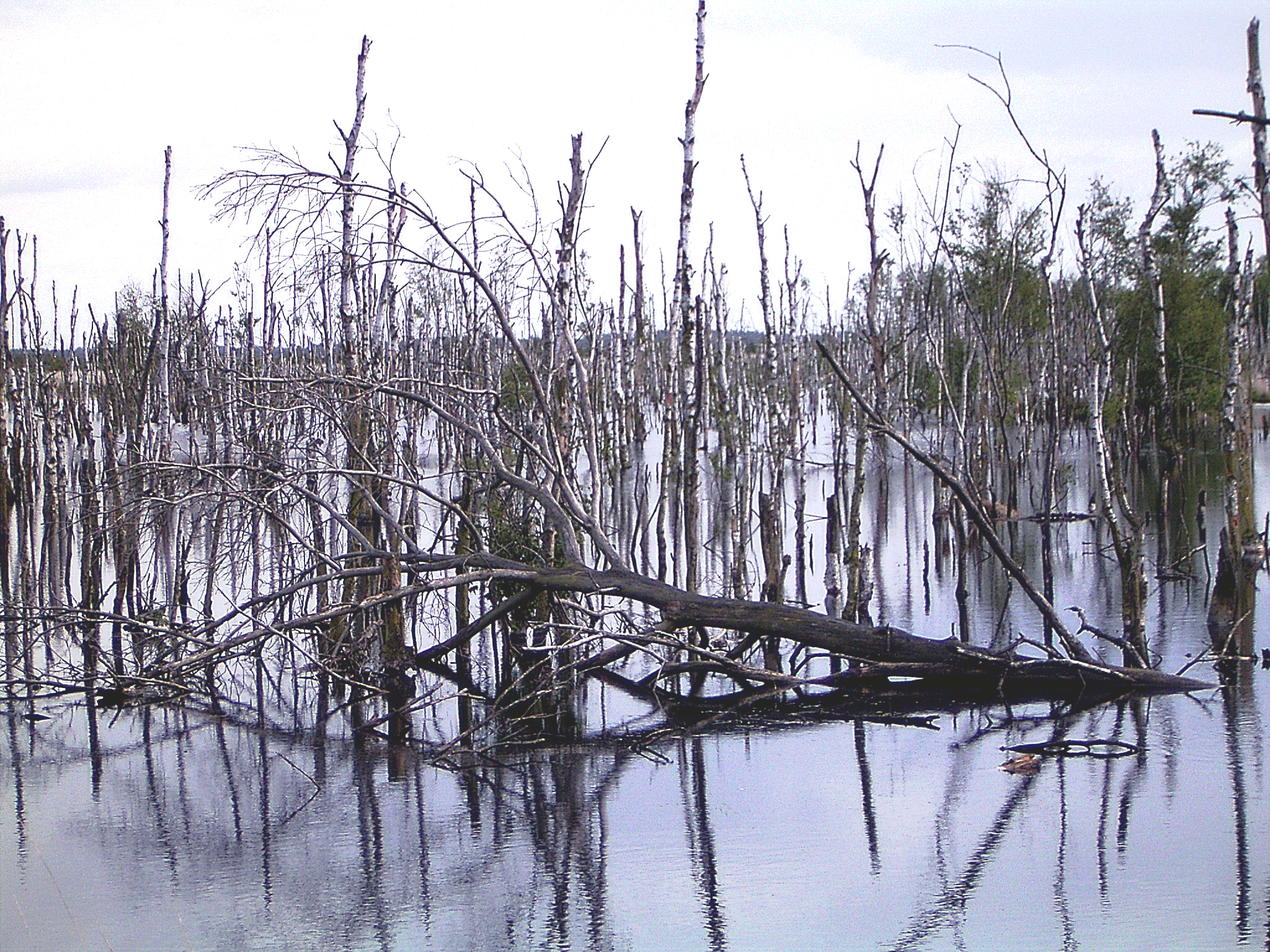
Wiedervernässung mit abgestorbenen Birken

Die Wiedervernässung trockengelegter Hochmoore ist der erste, zentrale Schritt einer Renaturierung. Wichtig und von Bedeutung ist bei der Hochmoor-Renaturierung die Vernässung mit mineralsalzarmem Wasser, also Regenwasser. Dieses erreicht man, indem man zuerst alte Entwässerungsgräben mit Hilfe von Dämmen wieder verschließt. Weiterhin müssen Gehölze auf der Fläche beseitigt werden, denn sie nehmen den lichtliebenden Torfmoosen das Licht, tragen zur Verdunstung und damit zum Verlust großer Mengen an Wasser bei.
Eine Wiedervernässung dauert in der Regel einige Jahre. Gleichzeitig führt der steigende Wasserspiegel zu einem Absterben der unerwünschten Vegetation. Über einige Jahrzehnte hinweg soll es dann zur Wiederherstellung naturnaher Bedingungen kommen. Hochmoorpflanzen sollen sich wieder ausbreiten. Langfristiges Ziel, das heißt in Jahrhunderten, ist schließlich die vollständige Regeneration. Die Hochmoor-Regeneration ist dann erreicht, wenn die vernässte Moorfläche wieder zu einem lebenden und torfbildenden, also wachsenden, Hochmoor geworden ist.
Auch teilabgetorfte Moore können unter bestimmten Bedingungen so hergerichtet werden, dass eine erneute Hochmoorentwicklung bzw. -bildung möglich erscheint. Zunächst werden die Torfabbauflächen, bei denen eine Resttorfmächtigkeit von mindestens 50 Zentimeter erhalten geblieben ist, planiert. Dann werden sogenannte Polder, das sind Regenrückhaltebecken aus Torf, angelegt und mit Torfdämmen umgeben. Es erfolgt wie in entwässerten Restmooren eine Wiedervernässung, Regeneration und möglicherweise eine Renaturierung.
Heute kann noch nicht entschieden werden, ob ein erneutes Moorwachstum möglich ist bzw. sein wird. Bisher ist keines der Renaturierungsprojekte bis zu einer Regeneration herangereift. Dennoch haben etliche Renaturierungsmaßnahmen bis heute gezeigt, dass sich durchaus moorartige Bedingungen einstellen. Besonders die steigende Umweltbelastung und die Mineralsalzanreicherung des Regenwassers könnten Gegenspieler einer positiven Moorentwicklung sein ebenso ein sich möglicherweise veränderndes Klima.
Diese Hochmoorentwicklung verläuft als ein dreiphasiger Prozess mit jeweils unterschiedlicher Zeitdauer über die Wiedervernässung und Renaturierung zur Regeneration:
| Phase 1 | Wiedervernässung einige Jahre – kurzfristig     | Die abgetorfte Fläche wird wieder hergerichtet und planiert. Auf großen Frästorfflächen werden zur Niederschlagsrückhaltung große Becken (Polder) angelegt. Bei einem ausreichend hohen Wasserstand können sich die ersten Torfmoose und andere Pflanzen (meist Schmalblättriges Wollgras) ansiedeln. In degenerierten Hochmoor-Resten genügt die Schließung der Entwässerungsgräben, um eine weitere Austrocknung des Moorkörpers zu stoppen. Regenwasser kann wieder gespeichert werden. Der steigende Wasserspiegel führt zum Absterben der unerwünschten Folgevegetation. |
| Phase 2 | Renaturierung einige Jahrzehnte – mittelfristig | Sie beinhaltet die Wiederherstellung naturnaher Bedingungen. Gegen Ende des Renaturierungsprozesses, der einige Jahre dauert, hat sich der Moorkörper mit Niederschlagswasser vollgesogen, Hochmoorpflanzen können sich wieder ausbreiten. |
| Phase 3 | Regeneration einige Jahrhunderte – langfristig  | Die Hochmoorregeneration ist erreicht, wenn die wiedervernässte Moorfläche zu einem lebenden und torfbildenden Hochmoor geworden ist. |

Um die CO2-Bilanz zu verbessern, setzt Schottland auf großflächige Renaturierungen.
In der Schweiz erprobt man die sog. Zuger Methode, nach dem innerschweizer Kanton Zug benannt, eine von zwei Moorspezialisten und einem Naturschutzbeauftragten entwickelte Vorgehensweise, bei der zunächst die alten Entwässerungsgräben mit Holzschaltafeln gestaut und dann mit Sägemehl aufgefüllt werden. Dieses stellt ein nährstoffarmes Füllmittel dar und so vermeidet man Torfabtrag aus bestehendem Torfvorkommen.